# Афіни
Афі́ни, або Ате́ни (грец. Αθήνα, трансліт. Athína, [aˈθina] ( прослухати); дав.-гр. Ἀθῆναι, трансліт. Athênai, [atʰɛ̂ːnai̯]), — столиця Греції. Розташоване на відстані 8 км на північний схід від порту Пірей у затоці Егейського моря, побудоване навколо скелястих пагорбів Акрополіса заввишки 169 м і Ареопага заввишки 112 м. Лежить на півдні центрального плато Аттики, де протікають гірські потоки Кефіс та Іліссос.
Стародавні Афіни були потужним містом-полісом, важливим просвітницьким центром. Тут народились Сократ, Перикл, Софокл; Платон започаткував «академію», а Арістотель — ліцей. Афіни — колиска Західної цивілізації, батьківщина світової демократії.
Ошатна антична спадщина добре збереглась у місті: Акрополь, Парфенон, Афінська агора, Храм Зевса Олімпійського, Римський форум, Храм Гефеста тощо. Збереглись донині й деякі з пам'яток доби панування Османської імперії (незалежність від якої Греція здобула лише 1830 року). Сучасну історію міста репрезентують Грецький парламент, Палац Президента та, так звана, Афінська трилогія: Національна бібліотека, Афінський університет та Національна академія. 1896 року в Афінах було відроджено сучасні Олімпійські ігри.

## Походження назви міста

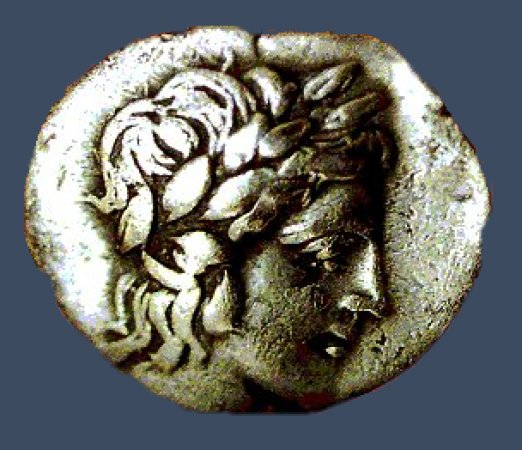
Посейдон, монета із Геліки

Давньогрецька назва міста — Ἀθῆναι (МФА: [a.tʰɛ̂ː.nai̯]), у класичному аттичному діалекті це форма множини. В архаїчному, гомеричному варіанті давньогрецької назва вживалася в однині, у формі Ἀθήνη.
Вважають, що форма Αθήναι пояснюється тодішньою модою: досить згадати Фіви (Θῆβαι), Дельфи (Δελφοί), Мікени (Μυκῆναι) тощо. Після прийняття у 1970-х роках димотики (грец. δημοτική — форма мови, наближена до розмовної) як офіційного варіанта грецької мови місто отримало назву Αθήνα — в однині. Однак у більшості європейських мов, у тому числі і в українській, збереглась множинна назва «Афіни».
Щодо походження топоніма висунуто кілька гіпотез. Згідно з одною з них, корінь слова не є грецьким, а походить з доіндоєвропейського субстрату.
Давньогрецькі міфи пов'язують назву міста з ім'ям богині Афіни. За легендою, засновником міста був Кекроп. Земля народила його напівлюдиною-напівзмієм. Заснував він місто в Аттиці саме у той час, як сперечались бог моря Посейдон та дочка Зевса войовнича Афіна. На суд зібралися боги із верховним суддею Зевсом на Афінському акрополі. На суд Зевс покликав і Кекропа, аби він вирішив, хто має стати господарем Аттики. Вирішили, що влада належатиме тому, хто принесе цінніший подарунок місту.

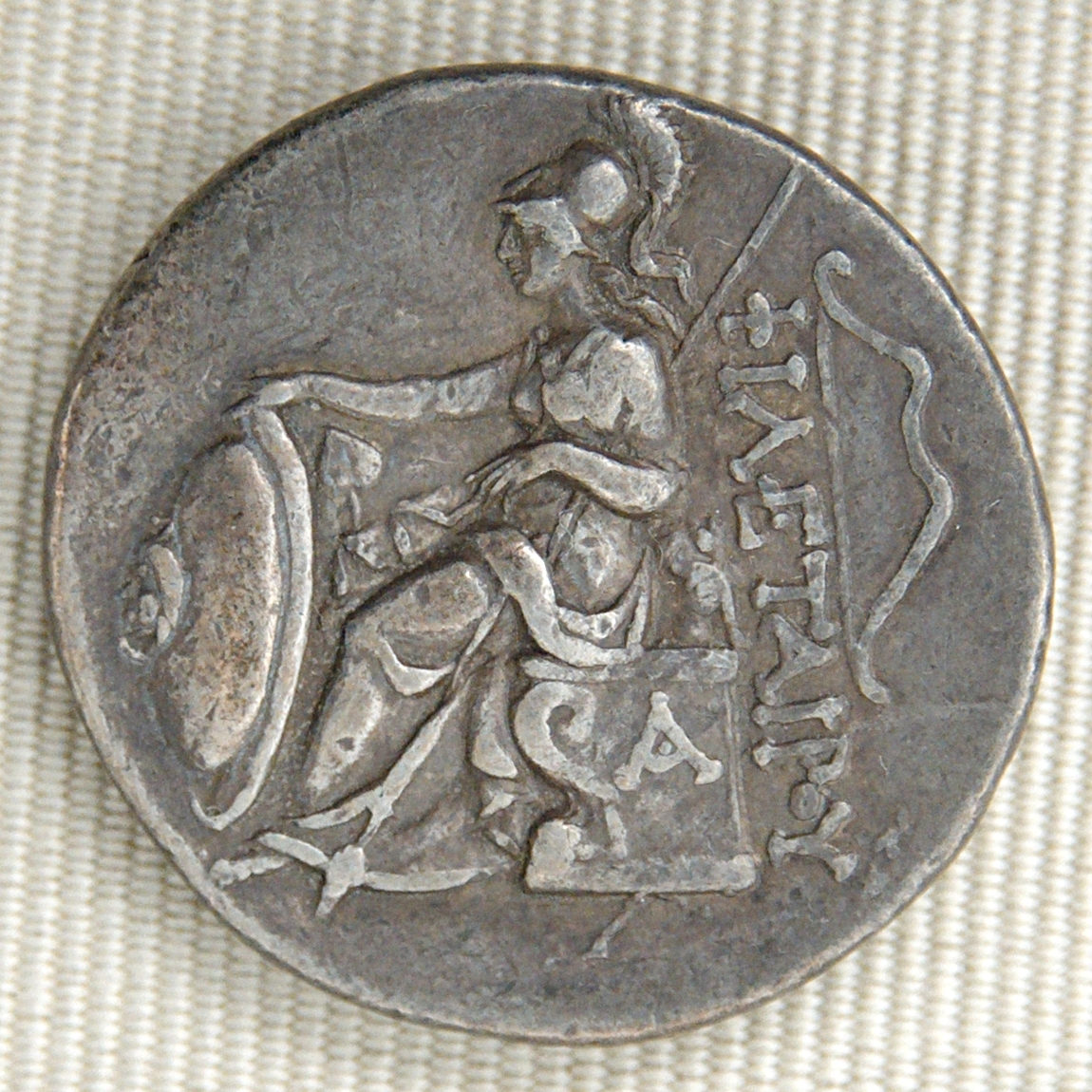
Тетрадрахма із зображенням богині Афіни

Посейдон вдарив своїм тризубцем у скелю, і на тому місці з'явилось джерельце. Вдарила Афіна своїм блискучим списом по землі, і на тому місці виросло оливкове деревце. Дар Афіни настільки вразив Кекропа, що він проголосив:
| Світлі боги Олімпу, всюди шумлять води безмежного моря, та ніде нема оливи, що дає багаті плоди. Афіні належить олива, тож вона дасть багатство усій країні та спонукатиме кожного до землеробства. Велике благо дала Афіна Аттиці, нехай їй належить влада над усією країною! |
Так місто отримало свою назву, а Кекроп заснував в Афінах перше святилище на честь покровительки міста. Першими жрицями Афіни були дочки Кекропа Кекропіди. Він же сам став першим царем Аттики. Однак через те, що Посейдон програв у цій суперечці, у місті почав відчуватись брак води.
На честь Афін названо 60 міст у світі, більшість з них у США (англ. Athens).

## Географія
Афіни виникли у центральній частині Аттичної рівнини, оточеної чотирма вершинами: на заході — Егалео, Парніфа — на півночі, Пентелікон — на північному сході та гірським хребтом Іметт на сході. Нині місто завоювало усю територію рівнини, через що майбутній ріст його площі практично унеможливлений. Згодом це може стати серйозною проблемою, оскільки близько 30 % всього населення країни мешкає саме в столиці.
Найвища серед гірських вершин — гора Парніфа, висота якої сягає 1453 м, її території нині надано статусу національного парку. Маунтин-байк та піші підйоми на усі чотири вершини стали досить популярними туристичними маршрутами в останні роки. На південному заході рівнина відкривається до Саронічної затоки за 8 км від Пірея — морської брами Афін.
Із геоморфологічними умовами місцевості пов'язаний феномен інверсії температури. У поєднанні із комплексом урбоекологічних проблем, це загострює питання забруднення повітря. Наприкінці 1970-х років проблема досягла свого апогею: за твердженням Міністерства культури Греції в особі міністра Константіноса Трипаніса, повітря впродовж останніх десятиліть здійснювало деструктивну дію на прадавню архітектуру Афін, серед найбільш постраждалих пам'яток зазначені Каріатиди Ерехтейону та унікальні мармурові метопи Парфенону. Комплекс заходів, впроваджених міською владою у 1990-х роках, врешті призвів до покращення якості атмосферного повітря, і нині поява смогу — відносно нетипове явище для Афін.

### Клімат
Для міста характерні субтропіки напівпустельного типу клімату (Класифікація кліматів Кеппена: BSh). Максимальна кількість опадів припадає на період від середини жовтня до середини квітня. Влітку будь-які опади в Афінах трапляються рідко, проте найчастіше набувають форми сильної зливи із грозою. Навіть туман нетиповий для Афін. Гора Парніфа формує, так званий, дощовий сутінок, тому клімат Афін дещо посушливіший у порівнянні із сусідніми середземноморськими регіонами Європи.
| Клімат Афін           | Клімат Афін | Клімат Афін | Клімат Афін | Клімат Афін | Клімат Афін | Клімат Афін | Клімат Афін | Клімат Афін | Клімат Афін | Клімат Афін | Клімат Афін | Клімат Афін | Клімат Афін |
| Показник              | Січ.        | Лют.        | Бер.        | Квіт.       | Трав.       | Черв.       | Лип.        | Серп.       | Вер.        | Жовт.       | Лист.       | Груд.       | Рік         |
| Середній максимум, °C | 13          | 13          | 16          | 19          | 24          | 29          | 32          | 32          | 28          | 23          | 18          | 14          | 21,8        |
| Середній мінімум, °C  | 7           | 7           | 8           | 11          | 16          | 23          | 23          | 20          | 20          | 16          | 12          | 9           | 14,3        |
| Норма опадів, мм      | 33.7        | 28.4        | 33.6        | 22.0        | 9.2         | 3.2         | 6.6         | 3.1         | 6.7         | 22.2        | 61.6        | 50.6        | 23.0        |
| --------------------- | ----------- | ----------- | ----------- | ----------- | ----------- | ----------- | ----------- | ----------- | ----------- | ----------- | ----------- | ----------- | ----------- |
| Джерело: Погода MSN   |             |             |             |             |             |             |             |             |             |             |             |             |             |

## Історія

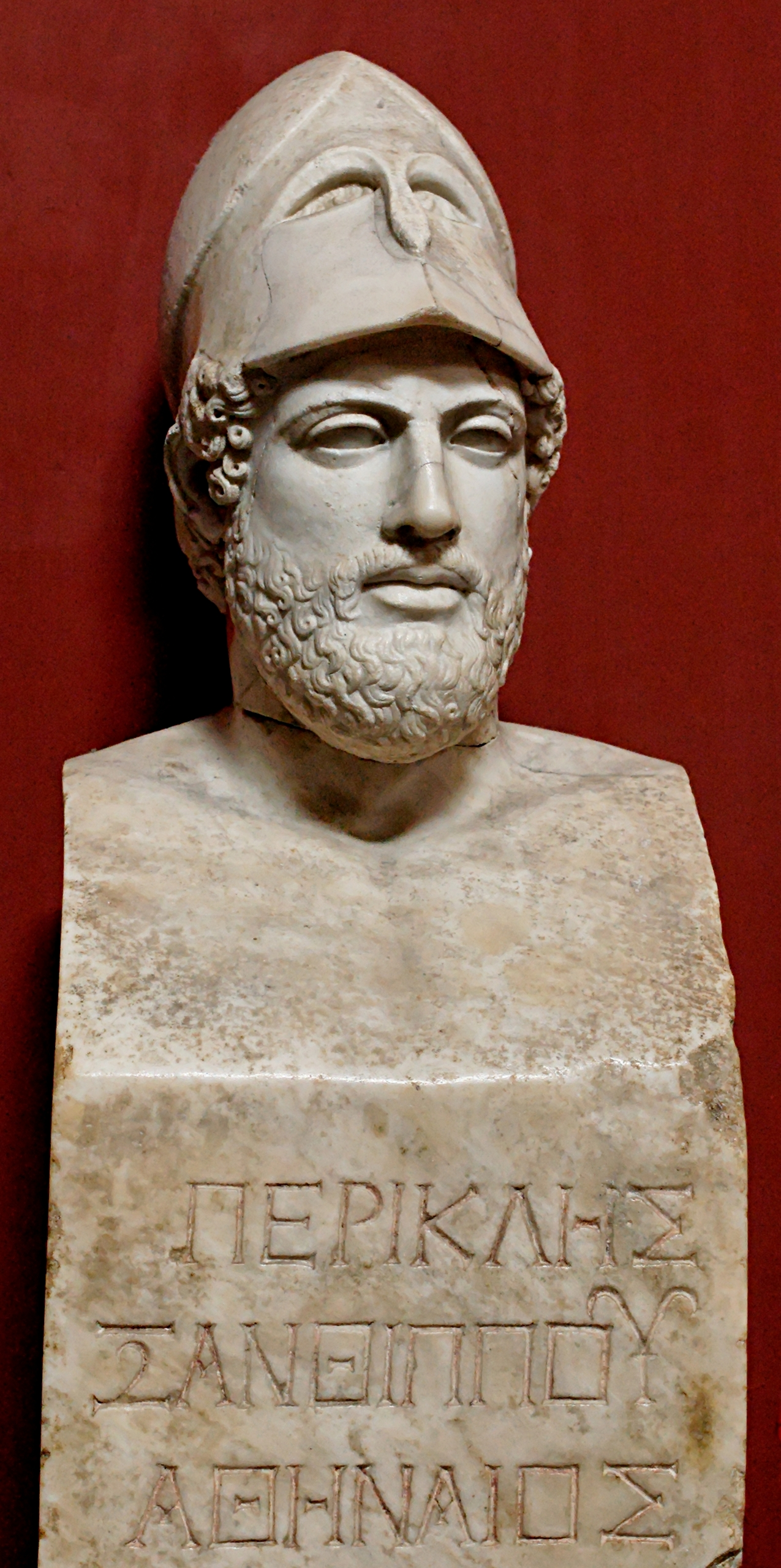
Герма Перикла із написом «Перикл, син Ксантіппа, афінянин»

Дата виникнення Афін досі залишається нез'ясованою, проте достеменно відомо, що у 15 столітті до н. е. вони вже існували. Афіни були одним з найвпливовіших міст Давньої Еллади, а з 5 століття до н. е. — головним культурним та інтелектуальним центром. Перикл перетворив їх на святиню усього еллінського світу, а доба його правління як стратега називається в історіографії Золотою добою Афін.
В добу греко-перських воєн у 490 до н. е. за 40 км від міста відбулась знаменита Марафонська битва, під час якої афіняни та платейці під командуванням Мільтіада розбили численніше перське військо. Десять років по тому Ксеркс І захопив Афіни та спалив святилища на Акрополі, після чого афіняни заприсягнулись ніколи не відновлювати зруйнованих храмів. Проте у битві при Саламіні, яка відбулась 20 вересня 480 до н. е., перський флот розбив Фемістокл, і Ксеркс був змушений тікати.
431 до н. е. Афіни вступили у Пелопоннеську війну зі Спартою. Разом із союзниками спартанці взяли Афіни в облогу, за браком їжі та питної води в місті спочатку поширився голод, а за ним спалахнули епідемії чуми та черевного тифу. Близько третини населення міста загинуло — цей факт грецькі археологи встановили достеменно тільки наприкінці 20 століття, коли під час будівництва станції Афінського метрополітену в районі Керамікос відкрили масове поховання (див. Міртіс). Відтак афіняни отримали нищівну поразку, а ворог зрівняв із землею міські укріплення — афінські довгі стіни. Їхні фрагменти досі можна побачити поблизу Пірея.

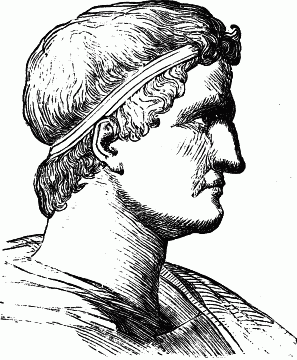
Луцій Корнелій Сулла

Починаючи з кінця 2 століття до н. е. в добу римського панування Афіни поступово занепадали. 86 до н. е. римське військо під проводом Луція Корнелія Сулли після багатомісячної облоги здобуло Афіни. Місто три доби грабували римські воїни — Сулла бажав повністю його знищити. Тільки коли до нього прийшла делегація афінян та нагадала йому про колишню велич Стародавніх Афін, Сулла передумав та, як свідчить переказ, мовив:
| Дарую життя живим заради мертвих. |
У наступному столітті місто потерпало від численних нападів варварських племен готів та герулів, які 267 року перетворили його майже на суцільну руїну. Філософські школи Афін закрили 529 року н. е. Імператор Юстиніан придав анафемі «розсадники поганської премудрості», адже християнство отримало у Візантійській імперії статус офіційної релігії. Колишній могутній поліс втратив своє значення для імперії та потроху перетворювався на провінційне містечко Римської імперії.
Наступні 5 століть були для Афін спокійними та мирними. В місті побудовано близько сорока візантійських церков. Вісім з них збереглись донині, у тому числі Церква Святих Апостолів, відновлена 1956 року, розташована між Акрополем та стародавньою Афінською агорою.
На початку 12 століття мирне існування закінчилось: Афіни опинились у центрі зіткнень між арабами та християнами-хрестоносцями, що боролись за панування у східній частині Середземного моря. Після численних грабунків, що тривали близько 100 років, у 1180 році араби перетворили більшу частину Афін на руїни. 1185 року афінський архієпископ Нікіта Акомінат змалював картину руйнацій: місто зламане та пограбоване, населення голодує. Згодом у 1204 році спустошення Афін завершили хрестоносці.

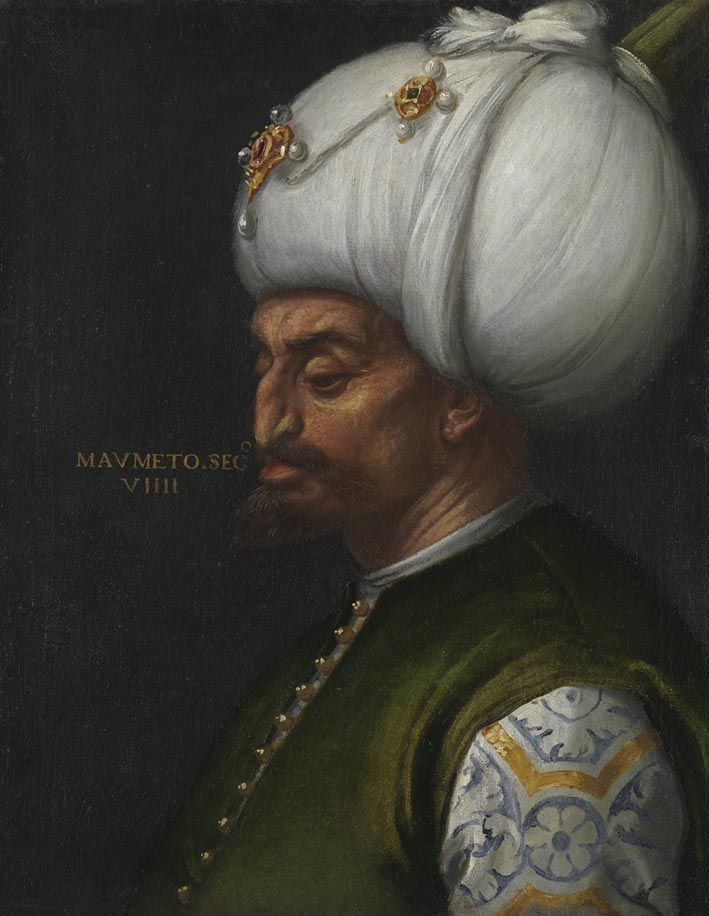
Мехмед ІІ Завойовник

Наступні 250 років афіняни жили під владою змінюваних один за одним правителів — західноєвропейських лицарів — «франків», каталонців, флорентійців та венеційців. За них Акрополь перетворено на середньовічну фортецю, Парфенон — на католицький Собор Афінської богоматері, над Пропілеями спорудили палаццо, а на бастіоні Храму Афіни-Ніки зведено високу оглядову вежу, що виділялася у панорамі Афін впродовж значної частини 19 століття.
Після захоплення 1453 року Константинополя турками Греція, а разом з нею й Афіни, опинились під владою нового господаря — Османської імперії. 1458 року місто зайняв османський султан Мехмед II Завойовник. Він був настільки вражений красою міста, що видав наказ про заборону так чи інакше торкатись руїн. Парфенон у той час став головною мечеттю міста, а у Пропілеях розташовувались покої дісдара — військового коменданта. Османи зайняли центральну частину міста, афінян натомість виселили до кварталу Плака.
За два століття порушили венеційці, які у 17 столітті втретє спустошили Афіни, 1687 році вигнали турків, та через епідемію чуми самі були змушені залишити місто. А проте, життя під владою турків знову усталилось, і лише під час визвольних змагань греків за незалежність у 1821—1829 роках місто було зруйновано — вчетверте за його славетну історію — 1826 року.

### Новогрецький період

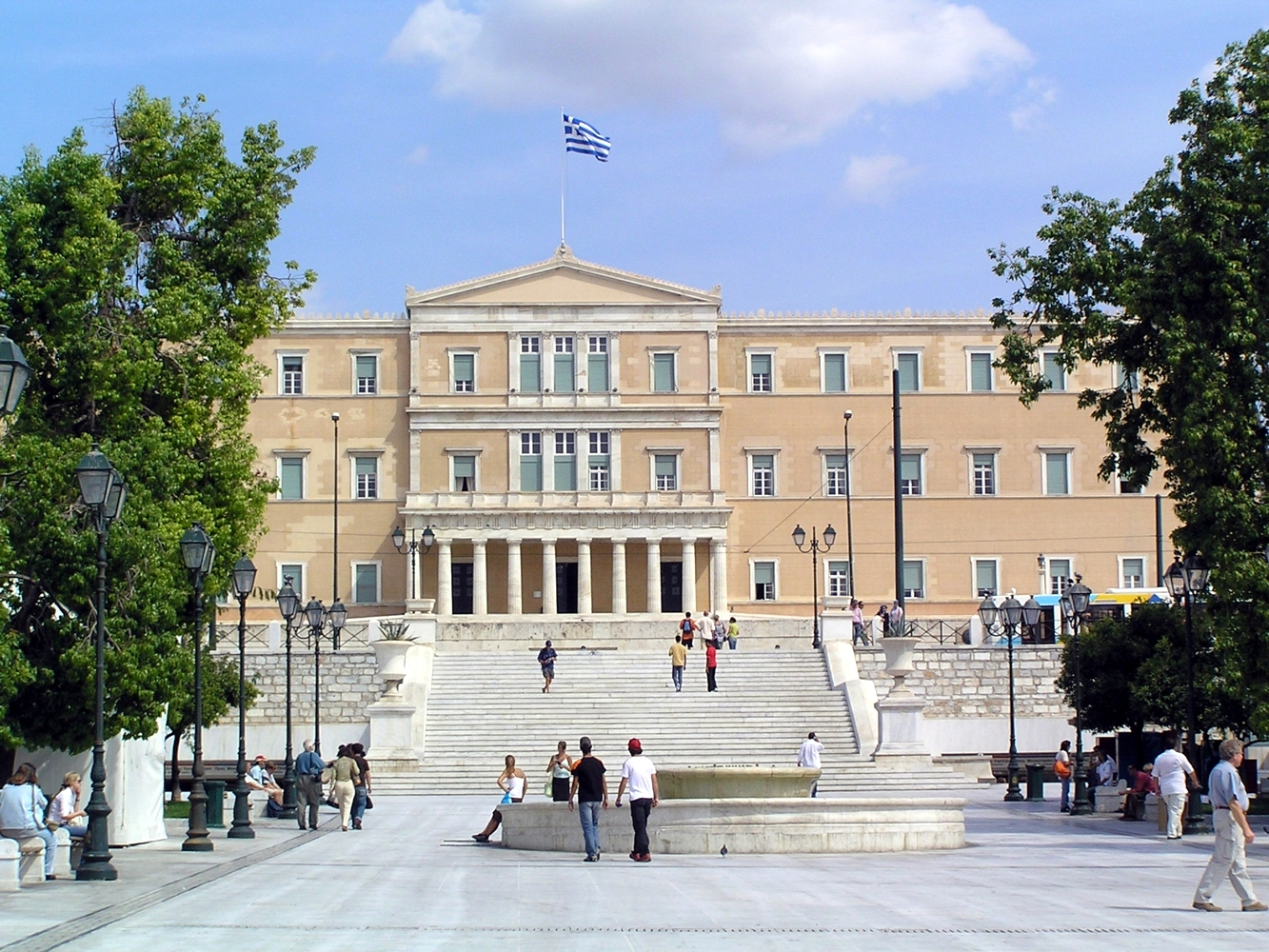
Сучасна площа Синтагма та Палац Грецького парламенту в Афінах

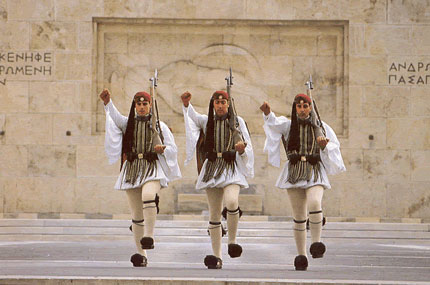
Почесний караул евзонів

У 1833 Афіни проголошено столицею новоствореного Грецького королівства (на той час у місті мешкало 5 тисяч осіб). 1834 року до Афін прибув новий грецький король Оттон І. Молодий король мав амбіції відбудувати місто та повернути йому колишню велич. Запросивши в Афіни Лео фон Кленце, Феофіла ван Гансена, побудовано кілька головних вулиць у неокласичному стилі, у тому числі площа Синтагма, Афінський університет, Національний парк, виставкову залу Заппіон. 1896 року на відновленому стадіоні Панатінаїкос, вибудованому із суцільного мармуру, проведено Перші сучасні Олімпійські ігри.
Початок 20 століття активізував археологічні та реставраційні роботи. У 1920-х роках кількість населення міста зросла до 2 млн осіб, згідно з Грецько-турецьким договором про обмін населенням на батьківщину масово повертались афіняни та їх нащадки, вигнані османами до Малої Азії. За Севрський мирним договором 1920 року та Лозаннським договором 1923 року, укладеними за результатами Балканських воєн 1912–1913 років, Греція майже вдвічі збільшила свою територію та населення, а Афіни дуже скоро посіли гідне місце серед європейських столиць.
Під час Другої світової війни Афіни окупували німецькі війська. Проте після війни в Афінах, як у Греції в цілому, розпочався період прискореного розвитку, що тривав до 1980-х, коли вперше дали про себе знати проблема перенаселення столиці та проблема транспорту. Вступ Греції до ЄС у 1981 році приніс Афінам не тільки колосальні інвестиції, але й цілу низку урбоекологічних проблем. Впродовж 1990-х років міська влада намагалась впроваджувати своєчасні заходи для боротьби зі смогом — цілком успішно, сьогодні у місті смог не з'являється навіть при температурі атмосферного повітря вище 40 °C. Транспортна ситуація також дещо покращилась із реконструкцією існуючих та побудовою нових магістралей, а напередодні Олімпіади 2004 року — нової гілки метрополітену.
Сучасні Афіни — метрополіс із дивовижними античними пам'ятками, всесвітньо відомим «нічним життям» та торговельними центрами найвищого рівня. 2004 року тут відбулись 28 літні Олімпійські ігри. У грудні 2008 року в Афінах спалахнули масові заворушення, які швидко охопили всю Грецію та сколихнули всю Європу. Приводом до розгортання масових акцій протесту, що нерідко переростали у погроми та безлад, стало вбивство 6 грудня 16-річного підлітка патрульним афінської поліції. 2010 року Афіни стали одним з основних осередків масових акцій громадянської непокори та загальнонаціональних страйків як протесту проти антикризових заходів уряду.

## Адміністративний поділ

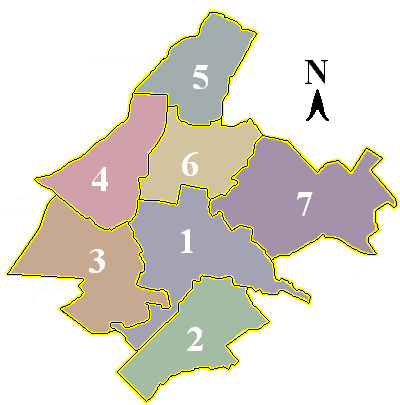
7 районів Афін

Афіни стали столицею Греції 1834 року, після Нафпліону, який слугував тимчасовою столицею країни з 1829 року у перші роки незалежності. Крім того, Афіни — столиця периферії Аттика.

### Периферія Аттика
Афіни розташовані у периферії Аттика, яка охоплює найбільш густонаселені регіони Греції, її населення сягає 3,7 млн осіб. За адміністративним поділом 1997 року, периферії Греції поділялись на номи, зокрема периферія Аттика в адміністративному плані поділялась на 4 номи: ном Афіни, ном Пірей, Західна Аттика та Східна Аттика.
Ном Афіни був найбільш густонаселеним номом Греції. За даними перепису населення 2001 року, тут мешкало 2 664 776 осіб на площі 361 км². Разом із номом Пірей ном Афіни утворював гіперном Афіни-Пірей. Власне місто Пірей на сучасному етапі майже злилося з Великими Афінами, дістатись до нього можна звідусіль на Афінському метро.
Після прийняття 2010 року адміністративної реформи, згідно з Програмою «Каллікратіс», поділ на номи скасований, а число муніципалітетів у колишньому номі Афіни скорочено з 48 до 35 муніципалітетів, кожний з яких має виборчу муніципальну владу на чолі із мером. Новий адміністративний поділ Греції набрав чинності 1 січня 2011 року.

### Муніципалітет Афіни
Муніципалітет Афіни — найбільш густонаселений у Греції із населенням 745 514 осіб (станом на 2001 рік), що мешкають на площі міста 39 км². Чинний мер Афін від 1 січня 2011 року — Йоргос Камініс, який змінив на цій посаді Нікітаса Какламаніса. Місто поділяється на 7 муніципальних районів, званих грец. Δημοτικά Διαμερίσματα. Проте зберігається неофіційний поділ міста на історичні райони, такі як Плака, Монастиракі, Колонакі, Петралона, Паґраті, Абелокіпі, Іліссія, Зографу, Екзархія та інші.

#### Муніципальні райони
В адміністративному плані Афіни поділено на 7 муніципальних районів:
1. Центр міста та, так званий, торговельний трикутник — Стадіо-Омонія-Плака;
2. Південно-східні квартали від Неос-Космос до Стадіо;
3. Південно-західні квартали  — Астероскопіо, Петралона та Тісіо;
4. Південні квартали — Колонос, Академія Платона, Сеполія до Патісії;
5. Північно-західні квартали до Пробонас;
6. Північ центральних кварталів Патісія-Кіпселі;
7. Північно-східні квартали Абелокіпі, Ерітрос-Ставрос.

## Демографія
За офіційними даними, населення власне муніципалітету Афіни становить 643,452, з урахуванням населення передмість — 3,059 764 осіб. Проте фактична кількість мешканців Афін значно перевищує цю цифру, адже сюди з'їжджаються тисячі студентів та робітників з інших міст Греції, кілька сотень тисяч становлять репатріанти з країн Східної Європи та іммігранти з Албанії, Пакистану, які не мають змоги зареєструватись за місцем постійного проживання. З огляду на цю невизначеність щодо чисельності населення, різні джерела посилаються на цифру близько 5 млн осіб, що мешкають в Афінах.
З прадавніх часів місто, яке виросло навколо Пірейського порту, розвивалось окремо від столиці. Проте в останні десятиліття Пірей швидко зрісся із, так званими, Великими Афінами. На цьому етапі також відбувається розширення міста у східному та північно-східному напрямках, що не в останню чергу зумовлено збудованими на початку 21 століття міжнародним аеропортом «Елефтеріос Венізелос» та Аттікі-Одос, яка пронизує усю Аттику.
У таблиці нижче наведені дані росту населення столиці Греції від здобуття нею незалежності:

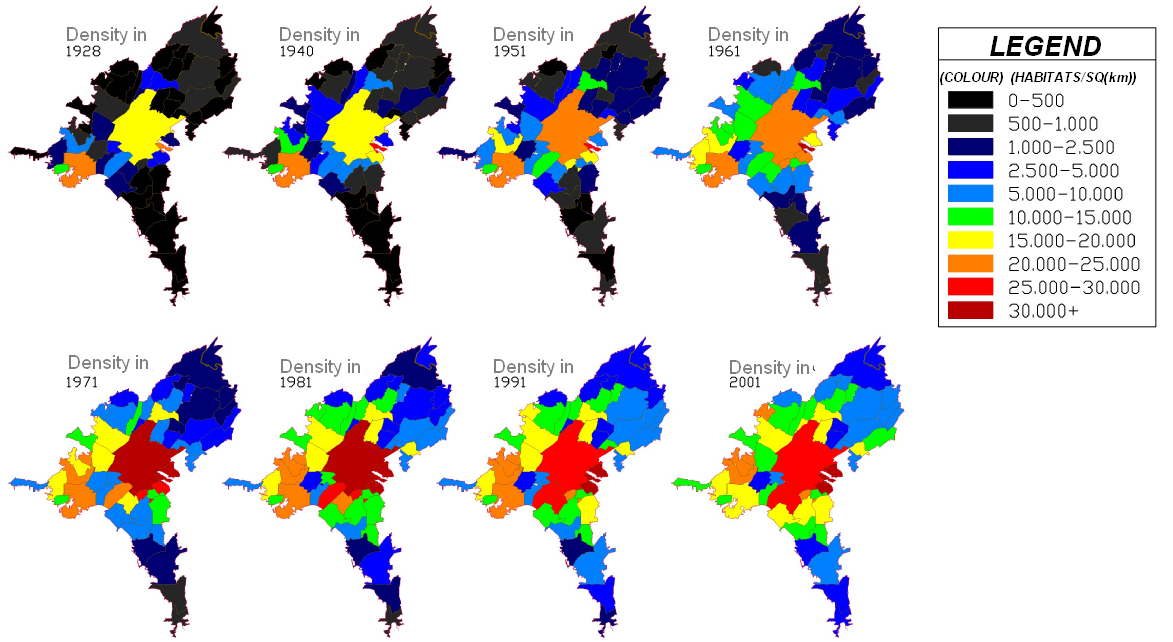
Ріст населення в Афінах від початку 19 до початку 21 століття

| Рік                            | Муніципалітет, осіб | Район метрополії, осіб |
| ------------------------------ | ------------------- | ---------------------- |
| 1833                           | 4000                | —                      |
| 1870                           | 44 500              | —                      |
| 1896                           | 123 000             | —                      |
| 1921 (до обміну населенням)    | 473 000             | —                      |
| 1921 (після обміну населенням) | 718 000             | —                      |
| 1971                           | 867 023             | —                      |
| 1981                           | 885 737             | —                      |
| 1991                           | 772 072             | 3 444 358              |
| 2001                           | 745 514             | 3 761 810              |

## Економіка
Економічно Афіни зросли з другої половини 19 століття, після завершення Грецької революції та остаточного становлення Грецької держави. Проголошення Афін столицею і поява «столичних» функцій міста, виникнення фабрично-заводської промисловості перетворили Афіни в умовах сильної аграрної перенаселеності Греції на найбільший центр тяжіння населення.
Розвитку Афін сприяла зручність транспортно-географічного положення поблизу перетину основних меридіональних сухопутних шляхів країни з широтними морськими шляхами (у тому числі Коринфського каналу). Приморське положення Великих Афін відкрило можливості розширення зовнішньоторговельних зв'язків. Значного поштовху зростанню населення дало також переселення грецьких біженців в першій чверті 20 століття, після греко-турецької війни 1919—1922 років. Великі Афіни донині залишаються найважливішим транспортним вузлом: залізниці і шосе на Салоніки, півострів Пелопоннес, Лавріон; Пірей — «морські ворота» Греції, і афінський аеропорт «Елефтеріос Венізелос», який має міжнародне значення.

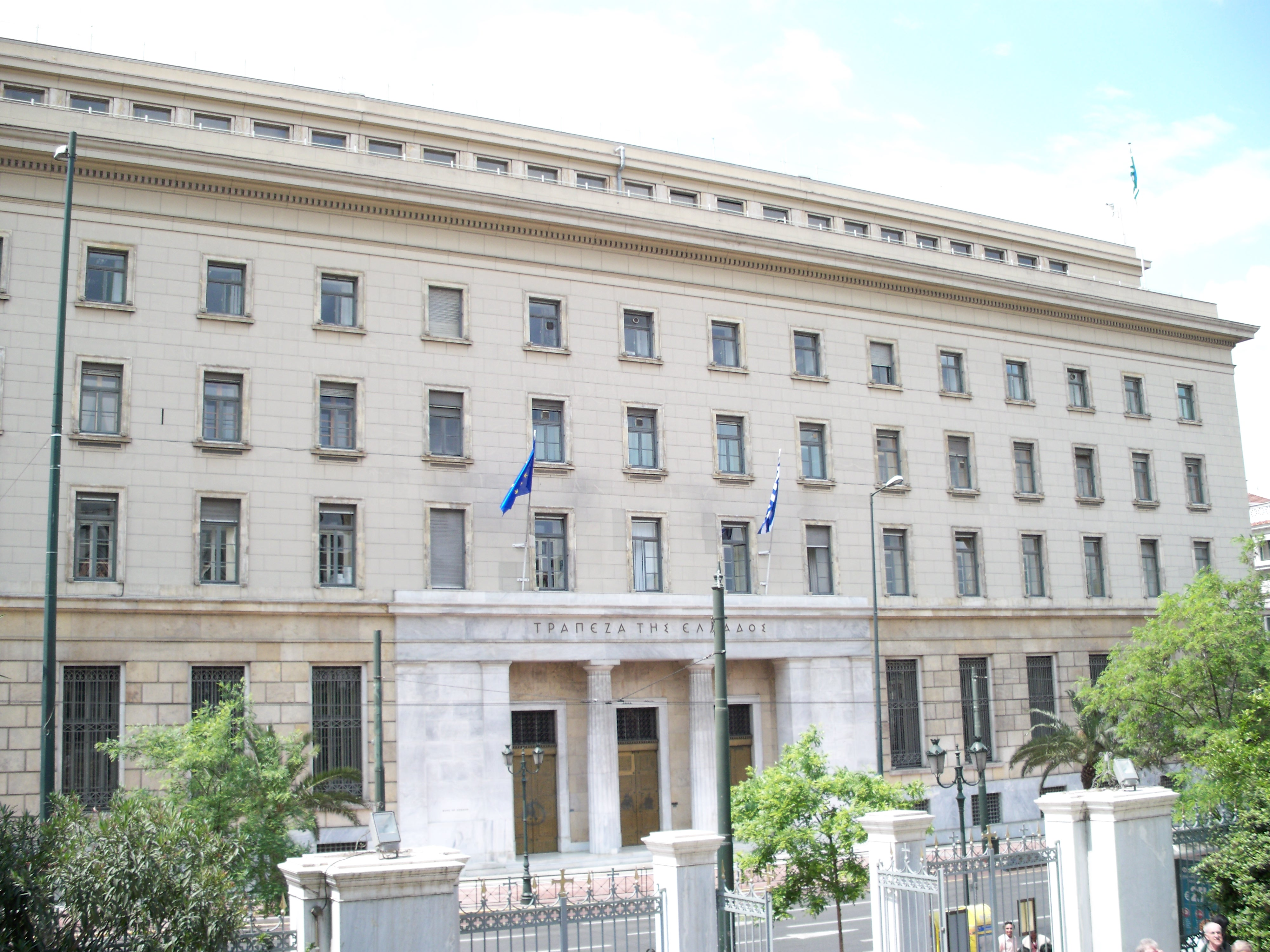
Центробанк Греції

У Великих Афінах зосереджується понад 50 % зайнятих в обробній промисловості країни. Одночасно промисловість столиці споживає близько 80 % усієї виробленої електричної енергії і дає близько 70 % загальногрецької промислової продукції. У Великих Афінах базуються підприємства текстильної, швейної, шкіряно-взуттєвої, харчової, металообробної та металургійної, хімічної, поліграфічної та інших галузей промисловості. В околицях Афін виділяються промислові об'єкти повоєнних років — нафтопереробний завод Aspropyrgos Refinery в Аспропіргосі, корабельня Hellenic Shipyards у Скараманзі, металургійний завод в Елефсіні тощо.
Афіни — найбільший торгово-розподільний і фінансовий центр країни, зокрема в Афінах щороку переробляється понад 2,5 млн тонн нафти. Через Великі Афіни проходить до 70 % імпорту і 40 % експорту Греції. В Афінах базуються найбільші банкові установи Греції — Центробанк Греції, Національний банк Греції, Emporiki Bank, Piraeus Bank тощо.
Наприкінці 2009 року економіка Афін, як і Греції в цілому, опинилась у вельми скрутному становищі. Програма антикризових заходів уряду Йоргоса Папандреу викликала хвилю загальнонаціональних страйків. Впродовж 2010 року Афіни залишаються основним осередком майже безперервних загальнонаціональних страйків, заворушень і терактів.

## Транспорт
Афінська система муніципального транспорту включає великий автобусний та тролейбусний парк (обслуговують переважно центральні райони міста), метрополітен, трамвайні лінії (поєднують приміські райони із центром), а також Афінську приміську залізницю.

### Автобуси

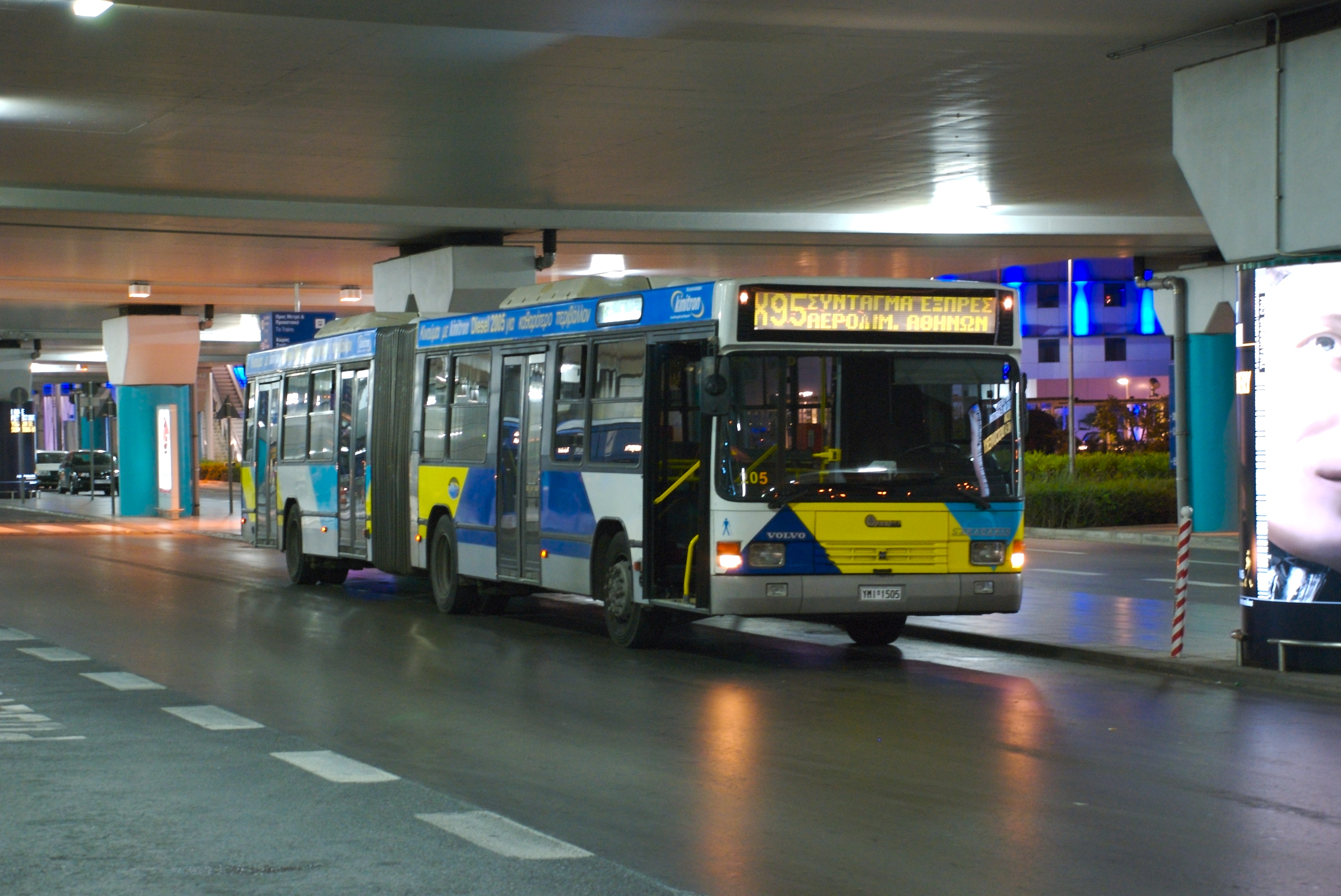
Афінський автобус X95, аеропорт Венізелос

Головний автобусний оператор Греції та столиці зокрема — компанія грец. ΕΘΕΛ. Вона забезпечує перевезення за 300 маршрутами, що охоплюють усю Аттику із парком 1 839 автобусів. З них 416 використовують природний газ як паливо, таким чином, Афіни володіють найбільшим автобусним парком, що працює на природному газі, у Європі.
Крім того, в Афінах функціонує парк електричних автобусів оператора грец. ΗΛΠΑΠ, або Електричний автобус району Афін та Пірею. Ці машини не є типовими тролейбусами, оскільки у разі аварії електромережі можуть переходити на дизельне паливо. Парк з 366 автобусів рухається 22 лініями, що вкривають усі центральні райони міста.

### Трамвай

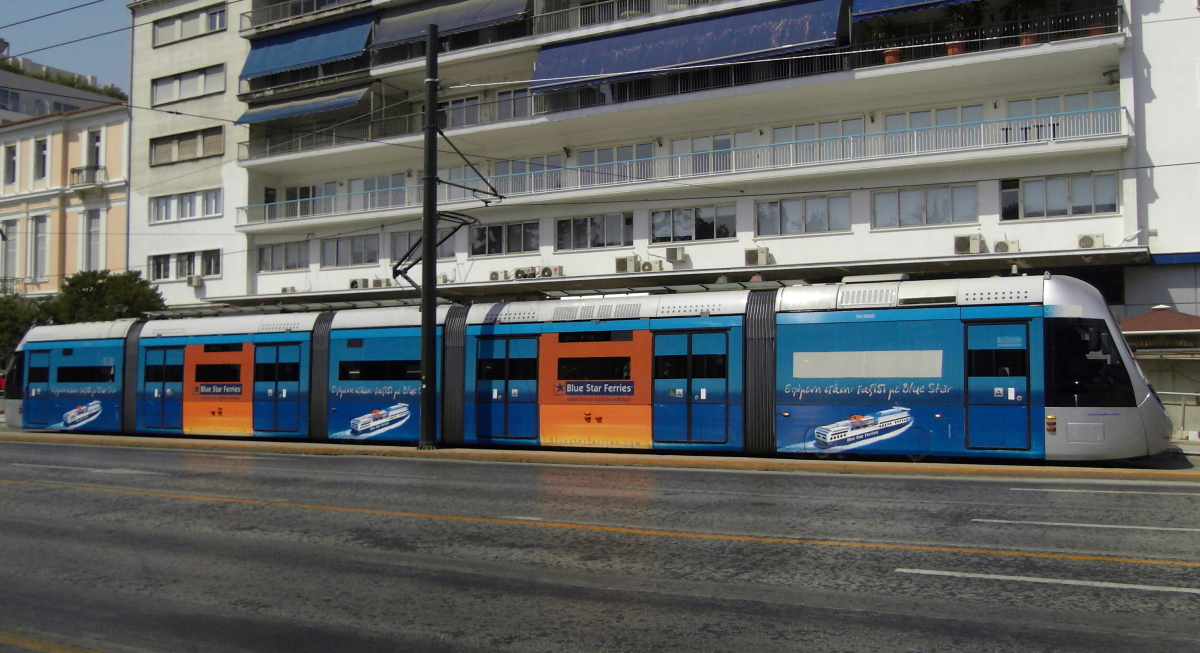
Афінський трамвай, станція Синтагма

Трамвайний парк Афін налічує 42 надсучасних трамваїв, які обслуговують 48 станцій та перевозять щодоби до 80 000 пасажирів. Афінський трамвай вирушає від площі Синтагма у центрі міста та прямує до південно-західного передмістя Палео-Фаліро (грец. Παλαιό Φάληρο), де лінія розділяється на дві гілки: перша проходить вздовж узбережжя у напрямку передмістя Вула, інша — до Пірею та району Нео-Фаліро.
Лінія Синтагма — Палео-Фаліро — Нео Фаліро та ділянки лінії Синтагма — Гліфада, Синтагма — Вула були відкриті 19 липня 2004 року напередодні XXVIII літніх Олімпійських ігор. Продовження лінії Гліфада — Вула здійснене у листопаді 2007 року. У майбутньому заплановано продовжити лінію до порту Пірея та південного передмістя Вуліагмені.

### Метрополітен

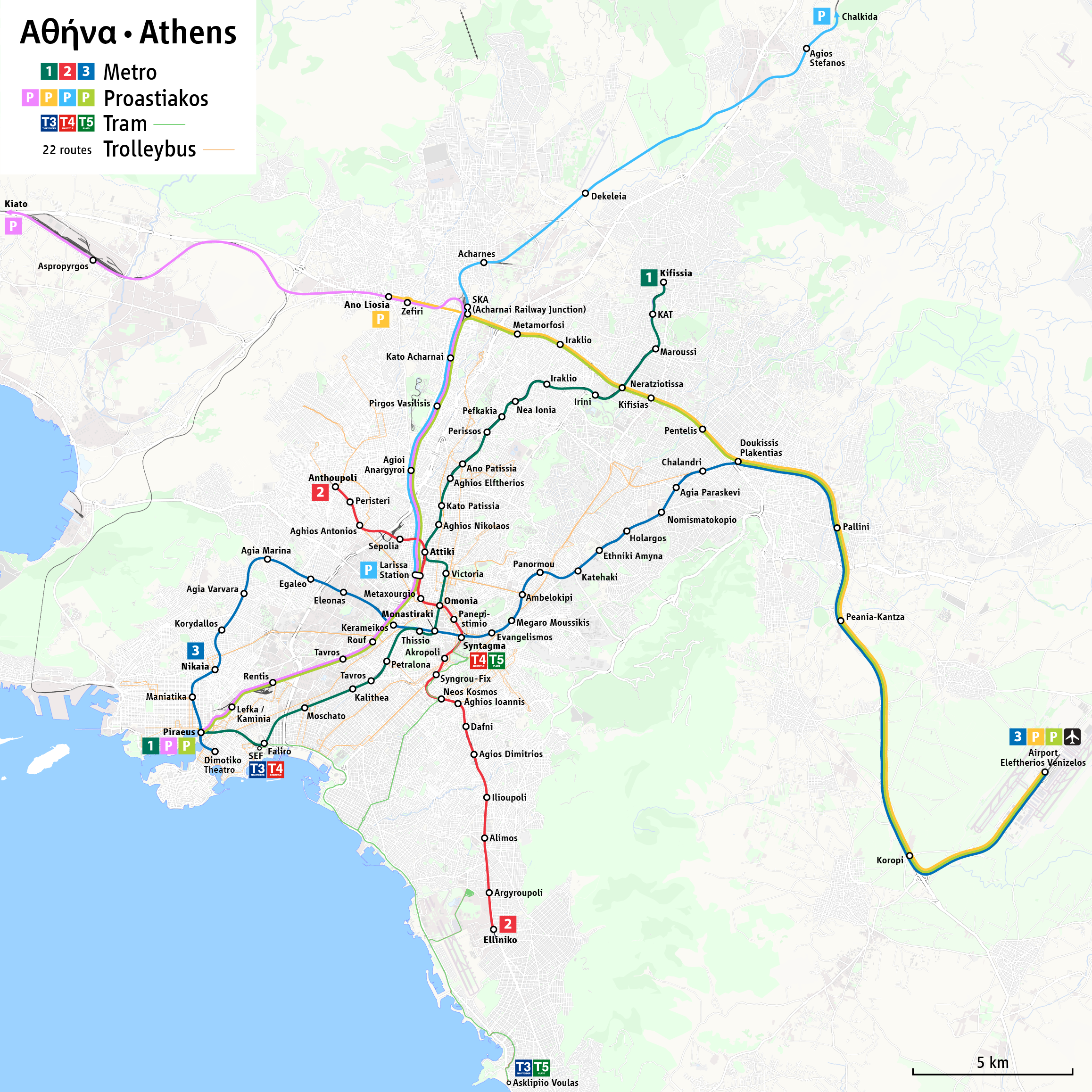
Схема Афінського метрополітену

Афінський метрополітен знаний як другий у світі після Лондонського. Мережа заснована 1869 року. Щоденно 550 000 пасажирів використовують міське метро. Дві його лінії (зелена та червона), активне продовження та реконструкція яких тривала у 1990-ті роки, прокладені суто під землею. Парк Афінського метрополітену становлять 42 потяги, сформовані 252 вагонами.
«Синя лінія» сполучає передмістя Егалео та міжнародний аеропорт «Елефтеріос Венізелос», через Монастиракі, площу Синтагму та проспект Дукіссіс Плакентіас, покриваючи відстань 16 км. Після станції Дукіссіс Плакентіас потяг виходить на поверхню та, використовуючи колію приміської залізниці, досягає аеропорту.

### Тролейбус

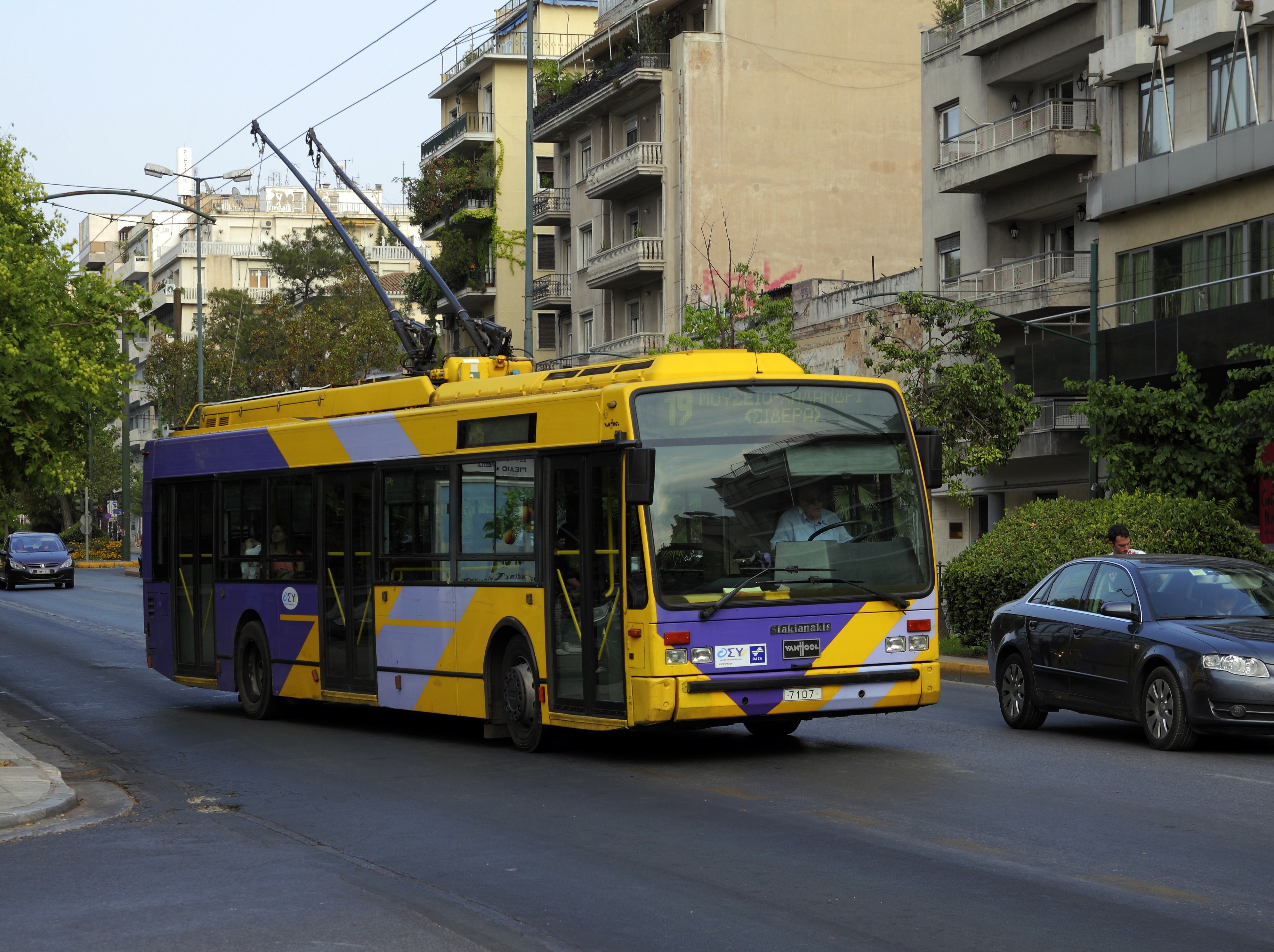
Афінський тролейбус

Афіни — єдине столичне місто в країнах Західної Європи, де діє тролейбусна мережа — «Електричні автобуси Афін і району Пірея» (грец. Ηλεκτροκίνητα Λεωφορεία Περιοχής Αθηνών — Πειραιώς Η.Λ.Π.Α.Π.). Як видно з назви, система є міжміською, сполучаючи столицю з передмістями, у тому числі портовим Піреєм.
Експлуатується мережа Афінського тролейбуса грецькою державною компанією ILPAP, утвореною ще 1949 року. Нині діє 23 маршрути афінсько-пірейської тролейбусної мережі, загальна довжина якої становить понад 350 кілометрів.

### Приміська залізниця
Афінська приміська залізниця, відоміша як Проастіакос, сполучає міжнародний аеропорт «Елефтеріос Венізелос» із містом Коринф, розташованим за 80 км на захід від Афін, через центральний вокзал Лариси та порт Пірей. Ділянка Проастіакос від проспекту Кіфісіас до аеропорту «Елефтеріос Венізелос» споруджена напередодні 2004 року в межах роздільної зони основної секції Аттікі-Одос. Іноді Проастіакос її називають лінією Афінського метрополітену. У майбутньому заплановано продовження залізниці до Егіо (120 км від Афін) та Халкіди.

### Міжнародний аеропорт

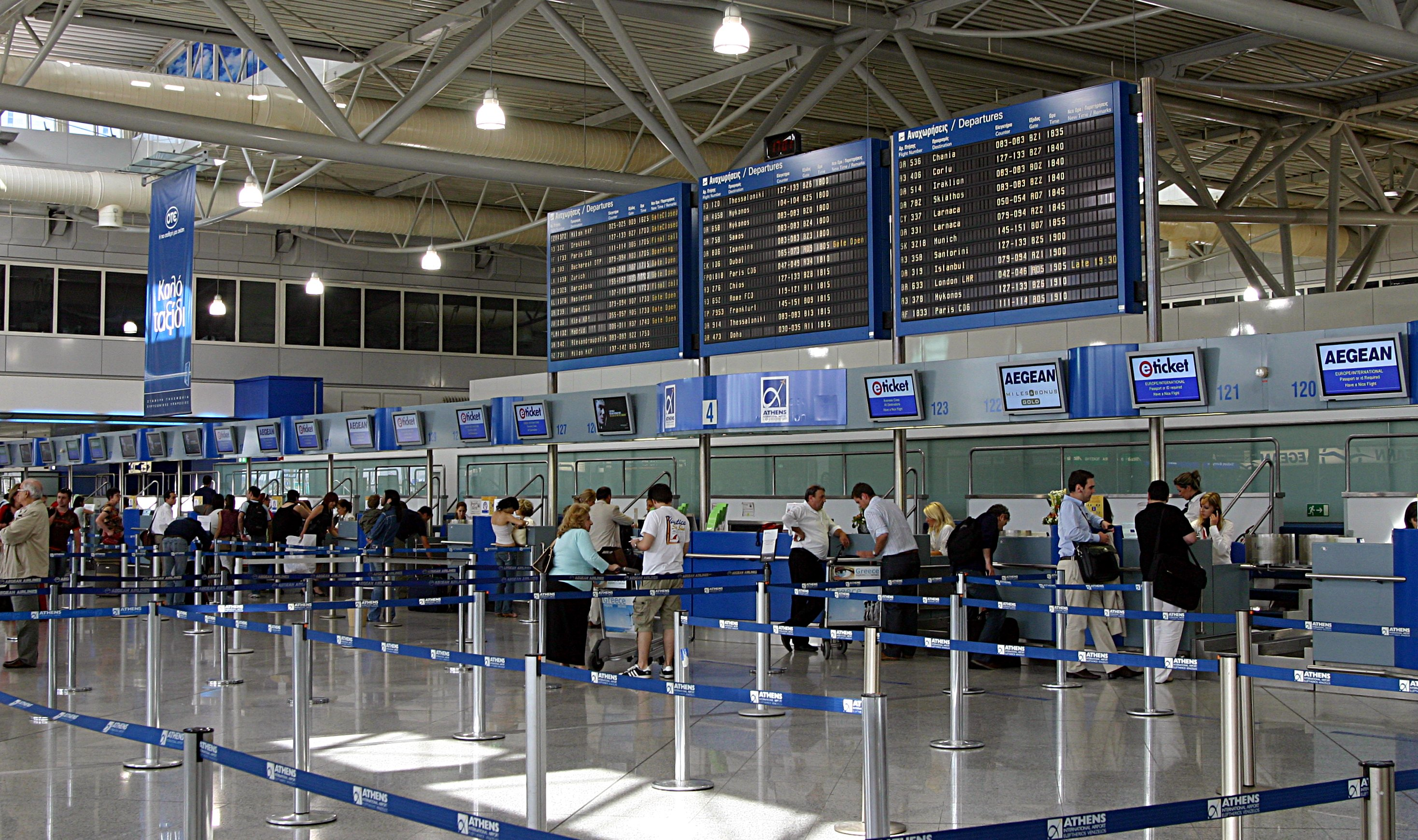
Аеропорт «Елефтеріос Венізелос»

Міжнародний аеропорт «Елефтеріос Венізелос» побудований напередодні XXVIII літніх Олімпійських ігор в Афінах за 32 км на схід від Афін, поблизу муніципалітету Спата. 2004 року за свою надсучасність аеропорт відзначений нагородою «Європейський аеропорт 2004 року». Спорудження аеропорту тривало 51 місяць і коштувало грецькому урядові 2,2 млрд євро.
Аеропорт «Елефтеріос Венізелос» може забезпечити 65 зльотів-посадок на годину. Щодоби він обслуговує в середньому 560 рейсів. Головний термінал займає площу 150 000 м². Комерційна площа становить близько 7000 м² і включає кафе, крамниці та музей.

## Архітектура

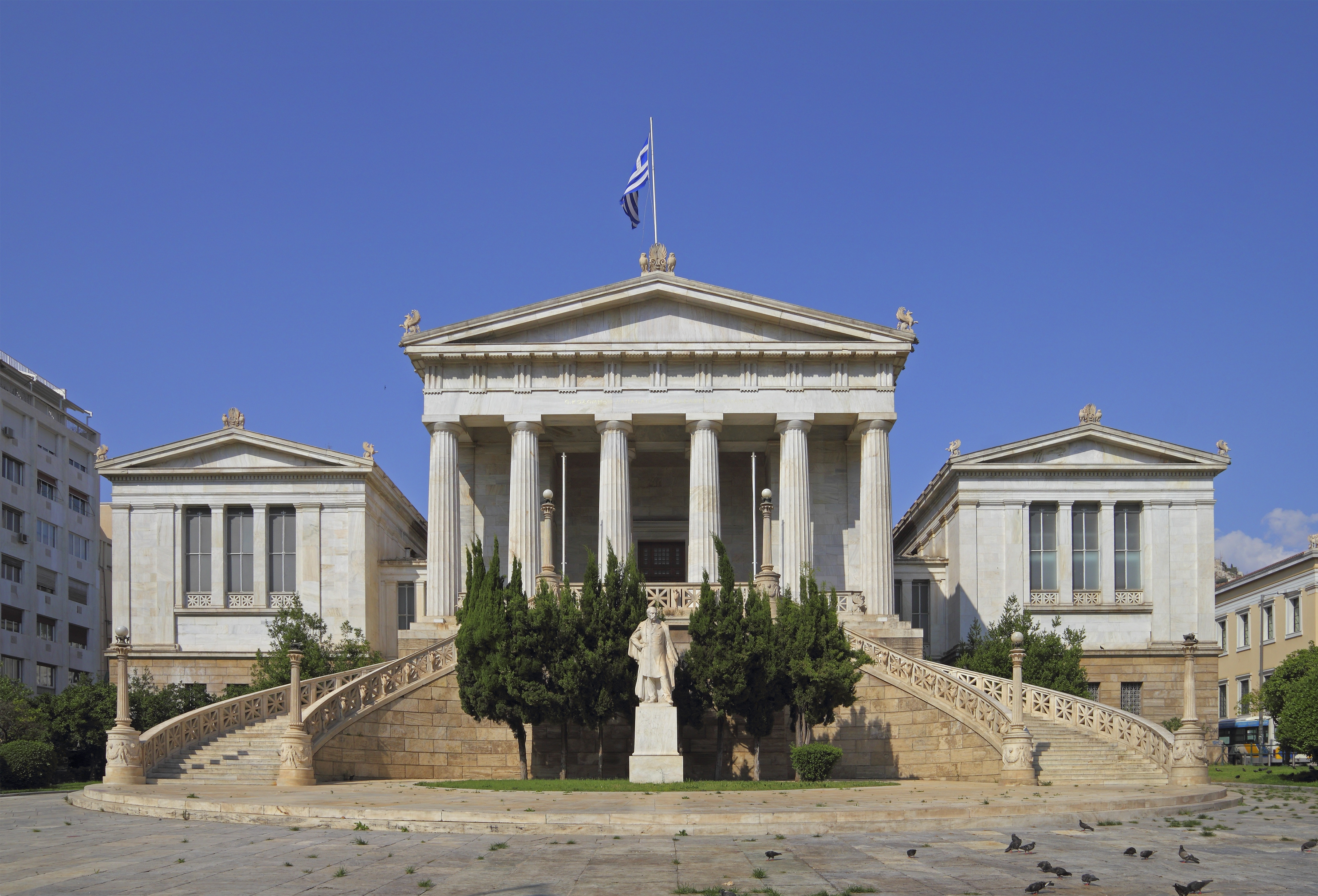
Національна бібліотека Греції, архітектор Феофіл ван Гансен

Місто Афіни органічно поєднує різноманітні архітектурні стилі — від античних до неокласицизму та конструктивізму. Більшість неокласичних споруд зведені в середині 19 століття за проєктами данського архітектора барона Феофіла ван Гансена. Серед них Афінська трилогія: Національна академія, університет Каподистрії та Національна бібліотека; Грецький парламент, Старий парламент — нині Національний історичний музей Греції; конгрес-хол Заппіон; Національна обсерваторія Греції.
В Афінах збереглись всесвітньо відомі пам'ятки античної архітектури. Неперевершеним шедевром залишається ансамбль Афінського акрополя, споруджений ансамбль акрополя у 5 столітті до н. е., у добу Перикла, з пентелійського мармуру. Розташований на високому плато (156,2 м над рівнем моря), Акрополь домінує над сучасними кварталами міста. Його головні споруди: храм Ніки Аптерос (421 до н. е.); Пропілеї (437—432 до н. е., архітектор Мнесікл); величний доричний храм богині Афіни Діви — Парфенон (447—432 до н. е., архітектори Іктін і Каллікрат); іонічний Ерехтейон (421 — 407 до н. е.) — побудований на місці суперечки Афіни та Посейдона-Ерехтея за право володіння Аттикою.
Крім ансамблю Акрополя, в Афінах збереглися Театр Діоніса, Одеон Ірода Аттичного, Пам'ятник Лісікрата (4 століття до н. е.), Храм Зевса Олімпійського, Арка Адріана, Афінська агора тощо.

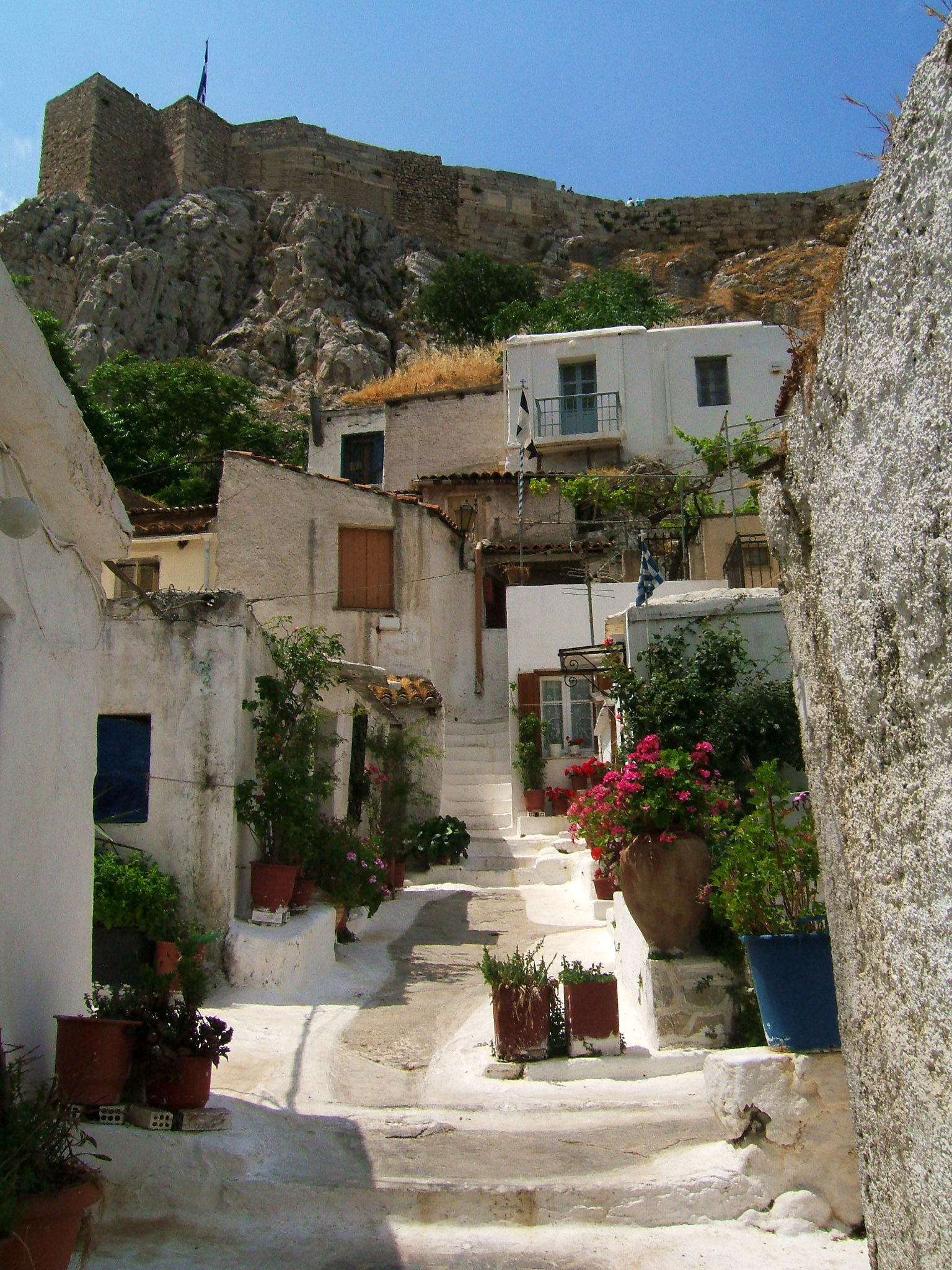
Одна з вулиць Плаки

Ще на початку 1990-х років міністр культури Греції Меліна Меркурі замовила дослідження з інтеграції всіх археологічних пам'яток в Афінах. На початку 2000-х років район Ієрос Одос біля підніжжя Акрополя та райони Плака, Псирі і Тісіо стали пішохідними зонами.
В червні 2010 року чинний міністр культури Греції Тіна Бірбілі представила проєкт завершальної стадії з уніфікації історичного центру міста: завдяки перебудові проспекту Королеви Ольги пішохідні зони сполучать Заппіон та Національні сади із Храмом Зевса Олімпійського; буде завершене пішохідне сполучення загальною протяжністю за 4 км від стадіону Панатінаїкос із Керамікосом, площею Газі. Вартість проєкту становить 4 млн євро. Представлений перспективний план розвитку регіону «Афіни-Аттика 2014» передбачає також заборону розростання урбанізованої зони, покращення транспортної інфраструктури та загальне покращення житлово-комунальної сфери в районах Айос-Пантелеймонас, Театральної площі та Колонос.
Найвищою серед сучасних архітектурних споруд столиці з 1971 року залишається Афінська вежа 1, яка на момент спорудження була найвищою будівлею Балканського регіону, вона ж — єдиний хмарочос Греції.

## Музеї

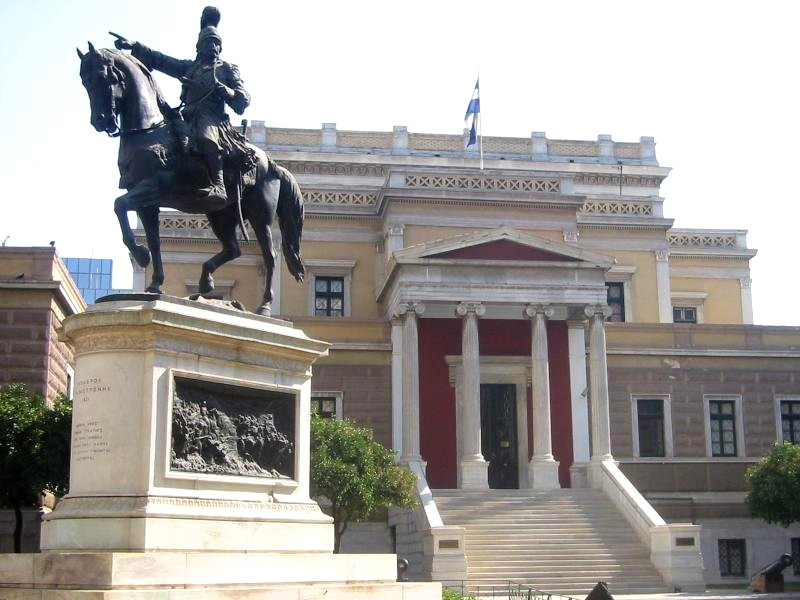
Національний історичний музей Греції та статуя Теодороса Колокотроніса

Афіни багаті на унікальні пам'ятки національного образотворчого мистецтва. В Музеї Акрополя та Національному археологічному музеї добре представлена скульптура, особливо періоду архаїки. Також там зберігається шедевр пластики 5 століття до н. е. — бронзове зображення Зевса, барельєфи наїскосів (намогильних пам'ятників) класичного періоду та величезна колекція давньогрецької кераміки 3—2-го тисячоліть до н. е. Пам'ятки середньовічного іконопису та художнього промислу зібрані у Візантійському музеї. Багата колекція етнографічних матеріалів та народного мистецтва представлена в історико-етнографічному Музеї Бенакі. Загалом в Афінах діє понад дві сотні музеїв та приватних галерей, серед найбільших з них:
| - Новий музей Акрополя - Музей Афінської агори - Національний археологічний музей Афін - Візантійський і християнський музей - Археологічний музей Керамікос - Національний історичний музей - Національний військовий музей - Музей кікладського мистецтва - Музей Бенакі | - Музей міста Афін - Музей грецьких народних музичних інструментів - Театральний музей - Музей дитячої творчості - Музей грецької народної творчості - Національна художня галерея - Музей історії Афінського університету - Музей Елефтеріоса Венізелоса - Музей Канеллопулоса |

## Спорт

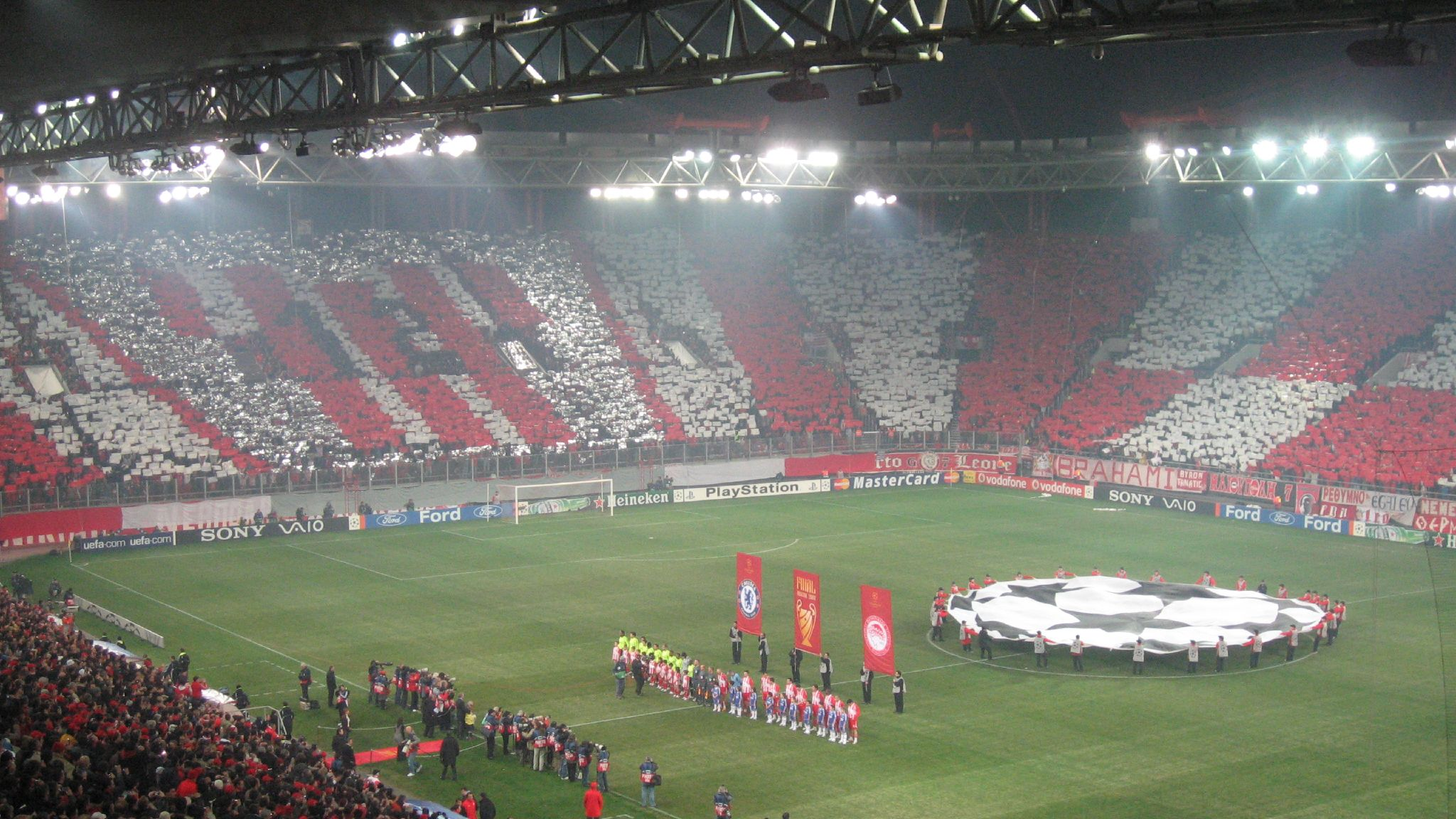
Матч Олімпіакос — Челсі, Ліга чемпіонів 2008, стадіон Караїскакіса

Афіни мають давні спортивні традиції, найпопулярніші види спорту — футбол та баскетбол. Двічі місто приймало сучасні Олімпійські ігри — у 1896 та 2004. Літня Олімпіада 2004 надихнула на розширення та осучаснення Афінського олімпійського комплексу, який здобув репутацію одного з найкрасивіших комплексів у світі. На його стадіоні, найбільшому стадіоні в Греції, проводилися два фінали Ліги чемпіонів УЄФА в 1994 та 2007 роках.
Другий за величиною стадіон країни розташований у Піреї — стадіон імені Георгіоса Караіскакіса. Він приймав фінал Кубку кубків УЄФА 1971. Також в Афінах тричі проходили матчі баскетбольної Євроліги: перший раз в 1985 році; другий — в 1993 році на стадіоні Миру і дружби, відомішому як SEF — це одні з найбільших та найпривабливіших критих арен в Європі; і втретє — 2007 року на Олімпійському критому стадіоні OAKA. В столиці Греції проходила також велика кількість заходів в інших видах спорту, таких, як легка атлетика, волейбол, водне поло і т. д.
З 1972 року в Афінах щорічно відбувається Афінський класичний марафон, нагороджений «золотим статусом» Міжнародної асоціації легкоатлетичних федерацій. В січні 2011 року Асоціація міжнародних марафонів і пробігів підписала угоду із Міністерством культури і туризму Греції, згідно з якою переносить свою штаб-квартиру до Афін.
В Афінах діють три престижні мультиспортивні клуби: Олімпіакос, Панатінаїкос та АЕК, футбольні підрозділи цих клубів формують асоціацію P.O.K. — грец. Podosfairikes Omades Kentrou, утворену після того, як 1972 року клуби за взаємною домовленістю вирішили не брати участі в чемпіонаті країни через суперечку із Грецькою футбольною федерацією щодо фінансових питань. Впродовж усього сезону клуби брали участь лише у товариських матчах один з одним.
Баскетбол набув популярності в Греції після здобуття клубом АЕК, Афіни Кубку володарів Кубків 1968 року. Другу хвилю піднесення викликали перемоги на Чемпіонаті Європи з баскетболу 1987 року та особливо 2005 року. «Панатінаїкос» — п'ятиразовий чемпіон (1996, 2000, 2002, 2007, 2009) Євроліги. Отже, серед професійних баскетбольних клубів столиці найвідоміші: «Панатінаїкос», АЕК, Афіни, «Паніоніос», «Панеллініос», «Марусі».

### Олімпійські ігри

#### Олімпіада 1896

Відкриття Олімпіади 1896

23 червня 1894 року в Сорбонні відбувся перший конгрес Міжнародного Олімпійського комітету, який скликав барон П'єр де Кубертен. Він збирався провести перші сучасні Олімпійські ігри в 1900 році в Парижі та пристосувати їх до Всесвітньої виставки. Однак друг Кубертена грецький письменник та перекладач Дімітріос Вікелас, запрошений на конгрес з доповіддю про традиції античних Олімпійських ігор, несподівано запропонував столицю Еллади Афіни як місце проведення нових ігор, що символізувало б їх наступність давньогрецьких ігор. Конгрес затвердив цю пропозицію, а самого Вікеласа обрав першим президентом Міжнародного олімпійського комітету, оскільки за постановою цю посаду міг зайняти тільки представник країни, яка прийматиме першу Олімпіаду.
Чинний прем'єр-міністр Греції Харілаос Трикупіс був налаштований різко негативно щодо ідеї Кубертена. Він вважав витрати, необхідними для підготовки та проведення такого грандіозного заходу, непід'ємними для держави, проте король Георг І пристав на цю ідею і звернувся по допомогу до великих грецьких промисловців та комерсантів, а Трикупіс зрештою був змушений піти у відставку. Так на кошти Георгіоса Аверофа було повністю відновлено та відремонтовано стадіон Панатінаїкос — головну арену змагань. Кошти на організаційні заходи щодо проведення ігор та на зведення конгрес-холу Заппіон надав Евангелос Заппас.

#### Олімпіада 1906

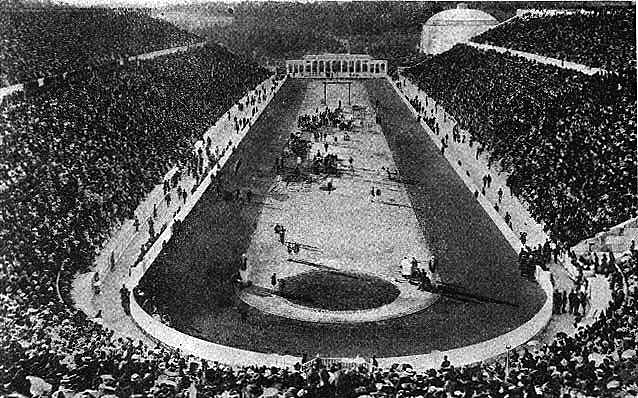
Стадіон Панатінаїкос 1906 року

Проведення Олімпіади 1906 р., або Перших додаткових Олімпійських ігор, було заплановано МОКом 1901 року. Як компроміс на відмову Кубертена від ідеї влаштовувати усі Олімпійські ігри в Афінах, МОК запропонував новий графік, який передбачав проведення Додаткових Олімпіад у період між офіційними Олімпійськими іграми, при чому столицею Додаткових ігор назавжди визначались Афіни.
Додаткова Олімпіада 1906 р. була надзвичайно успішною, на відміну від офіційних ігор 1900, 1904 або 1908 рр., адже вони не розтягувались на місячний термін на тлі інших подій. Ці ігри також були першою сучасною Олімпіадою, спортсмени-учасники якої обов'язково мали пройти реєстрацію через МОК. Вперше Відкриття Ігор було проведено як окрема урочиста церемонія, під час якої також вперше національні команди країн-учасниць пройшли стадіоном із національним прапором — ця традиція збереглась і донині.

#### Олімпіада 2004

Церемонія запалення Олімпійського вогню

Афіни вибороли у Рима право стати столицею Олімпіади 2004, набравши 66 балів проти 44, що було закріплено рішенням МОК від 5 вересня 1997 року в Лозанні. Це сталось після того, як 1996 р. місто програло право проведення Олімпійських ігор 2004, які відбулись в Атланті, США. Протягом перших трьох років підготовки, Міжнародний олімпійський комітет неодноразово висловив стурбованість з приводу темпів будівельних робіт на деяких нових олімпійських майданчиках. 2000 року Президентом Оргкомітету була призначена Яна Ангелопулос-Даскалакі, з цього моменту, підготовка продовжувалась зі скаженою швидкістю.
Попри тяжкі витрати, що склали близько $ 1,5 млрд і критикувались деякими грецькими урядовцями, Афіни всього за кілька років були перетворені на одне з найсучасніших міст світу, особливо в галузі транспортної інфраструктури. Ігри вітали понад 10 000  спортсменів з усіх 202 країн-учасниць, понад 3,5 мільйони квитків було продано — це другий показник відвідуваності ігор за всю їх сучасну історію, Афіни поступились лише Сіднею, де Олімпіаду 2000 року відвідало понад 5 млн глядачів.

## Міста-побратими
| - Барселона, Іспанія - Пекін, Китай - Бейрут, Ліван - Бухарест, Румунія - Клуж-Напока, Румунія - Стамбул, Туреччина - Київ, Україна - Лісабон, Португалія | - Любляна, Словенія - Сеул, Південна Корея - Москва, Росія - Варшава, Польща - Єреван, Вірменія - Нікосія, Кіпр - Софія, Болгарія - Вашингтон, США |

## Персоналії
Тут народились:
- Севасті Калліспері (1858—1953) — перша грецька жінка, яка здобула університетський ступінь
- Меліна Меркурі (1920—1994) — грецька акторка, співачка та політик
- Ольга Карлатос (*1947) — грецька та італійська акторка.
- Елена Кундура (*1962) — грецький політик, член Європейського парламенту, ексміністр туризму

## Галерея

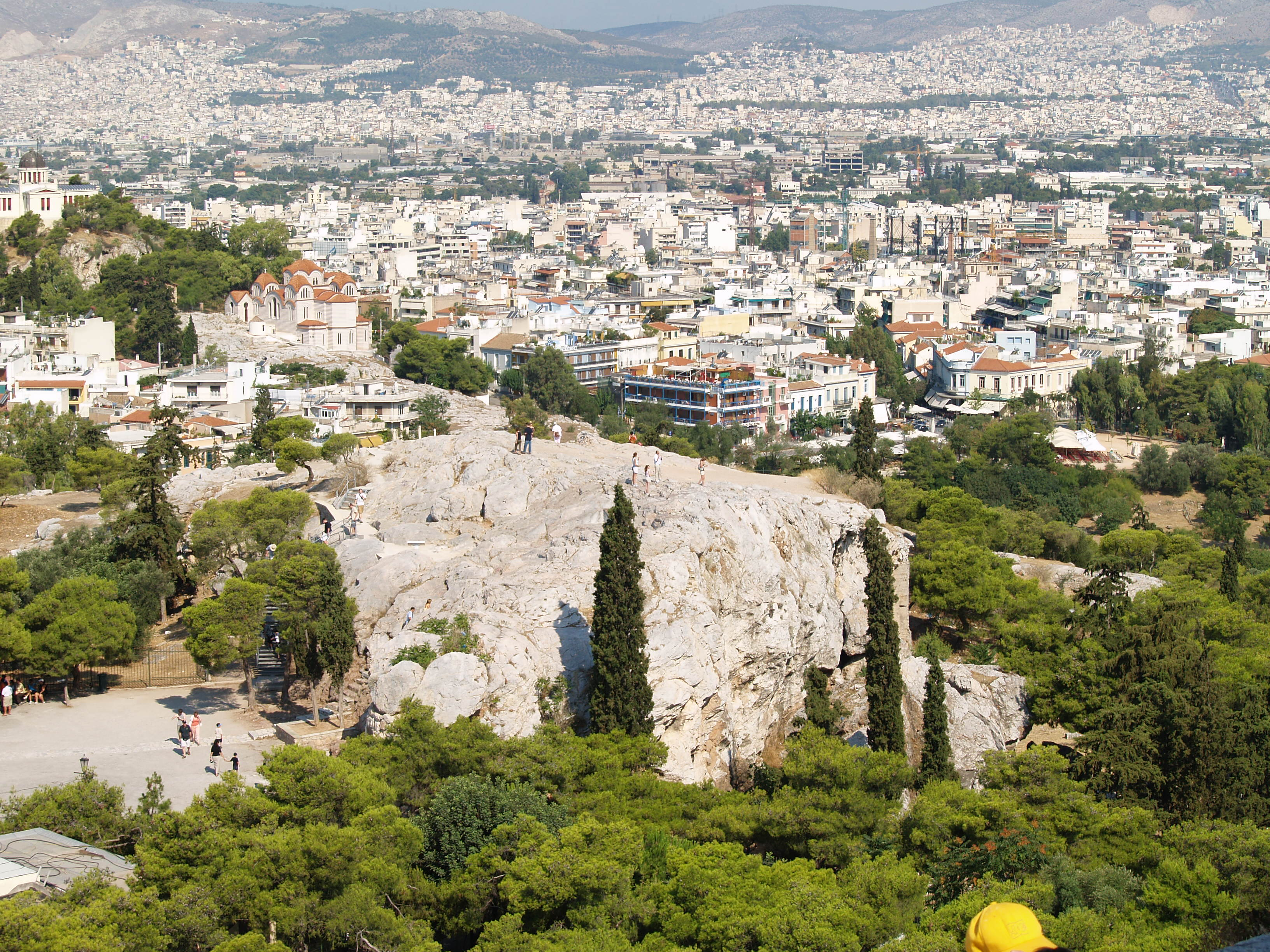
Пагорб Ареопаг
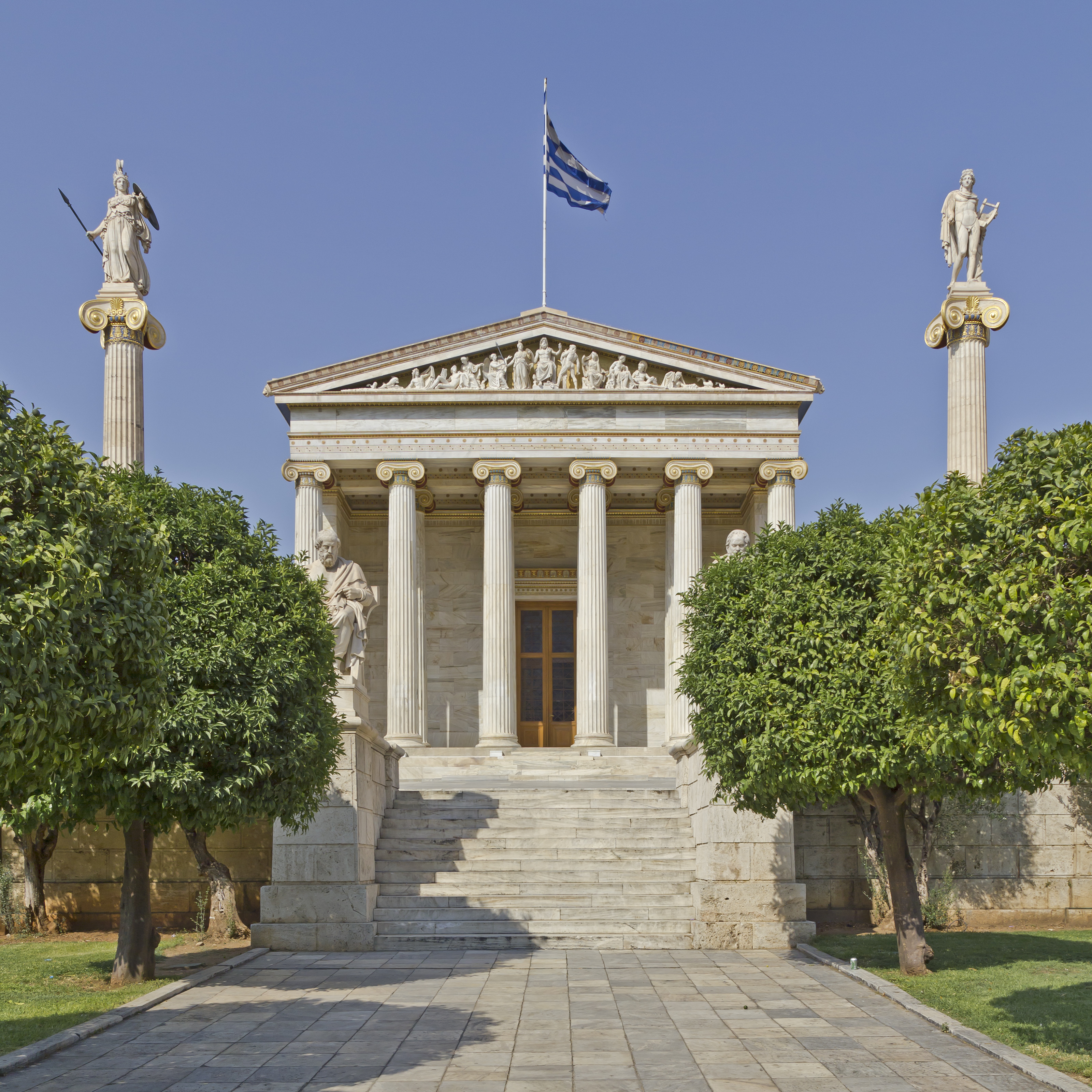
Афінська академія
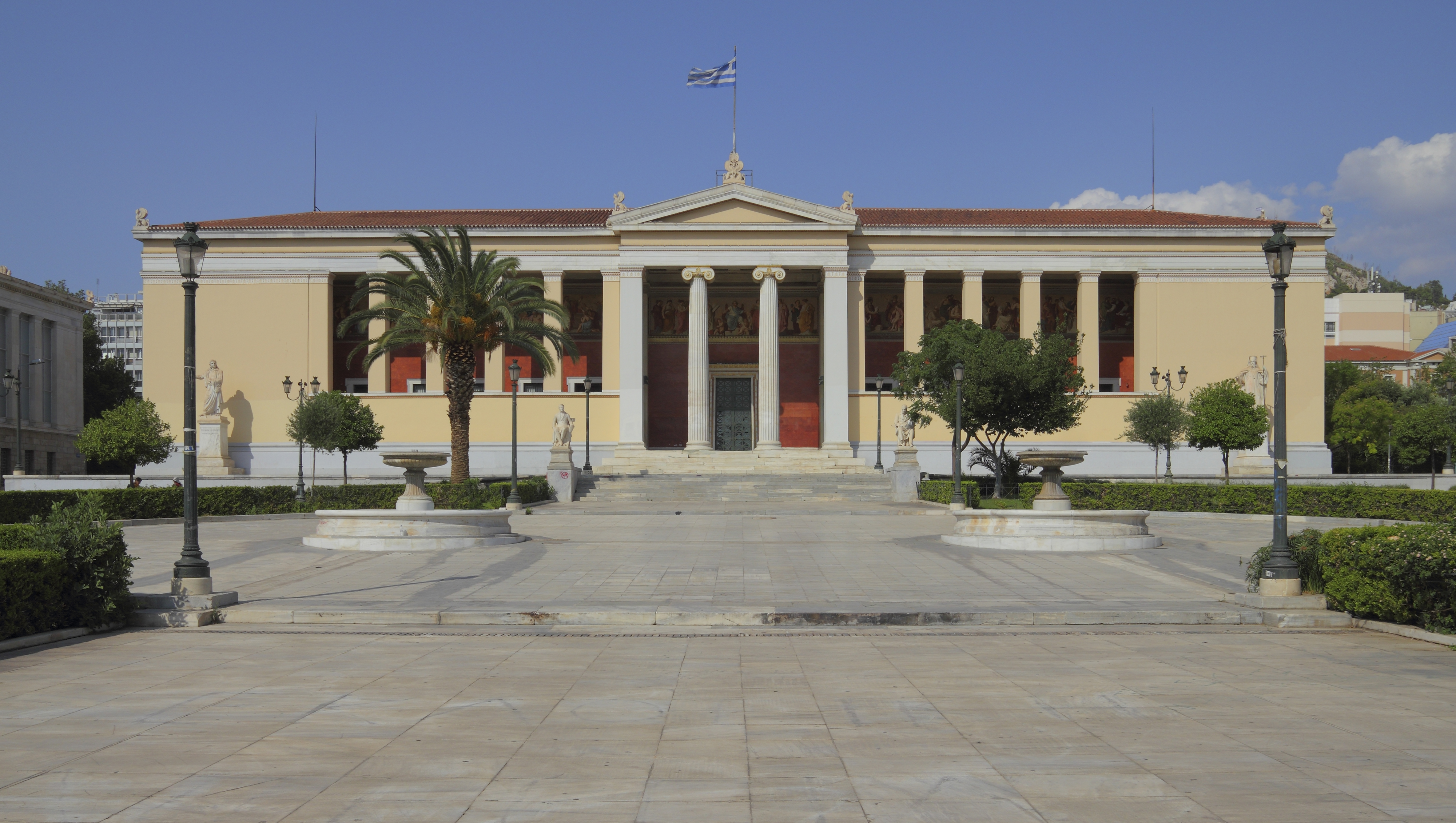
Афінський університет
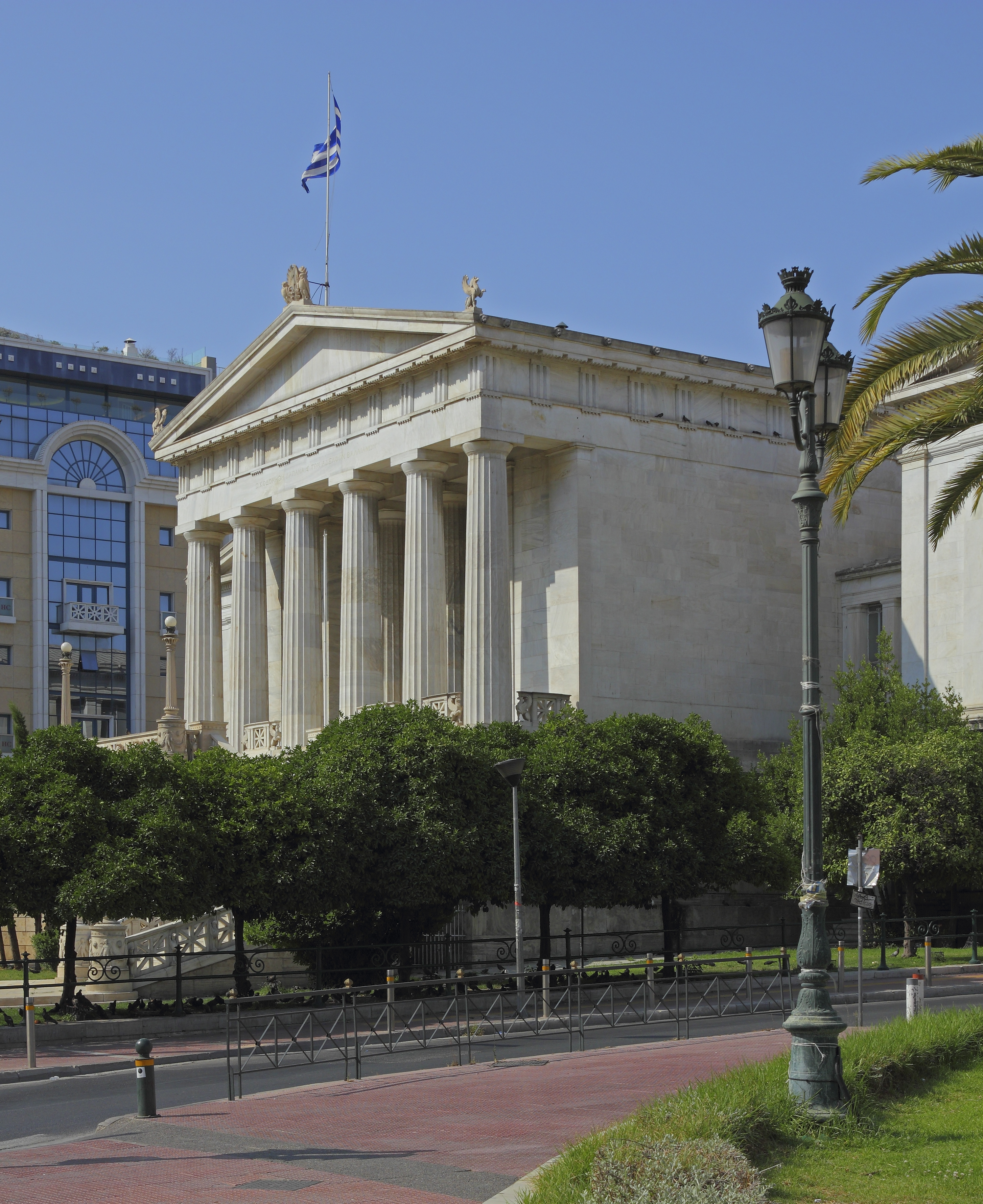
Національна бібліотека Греції
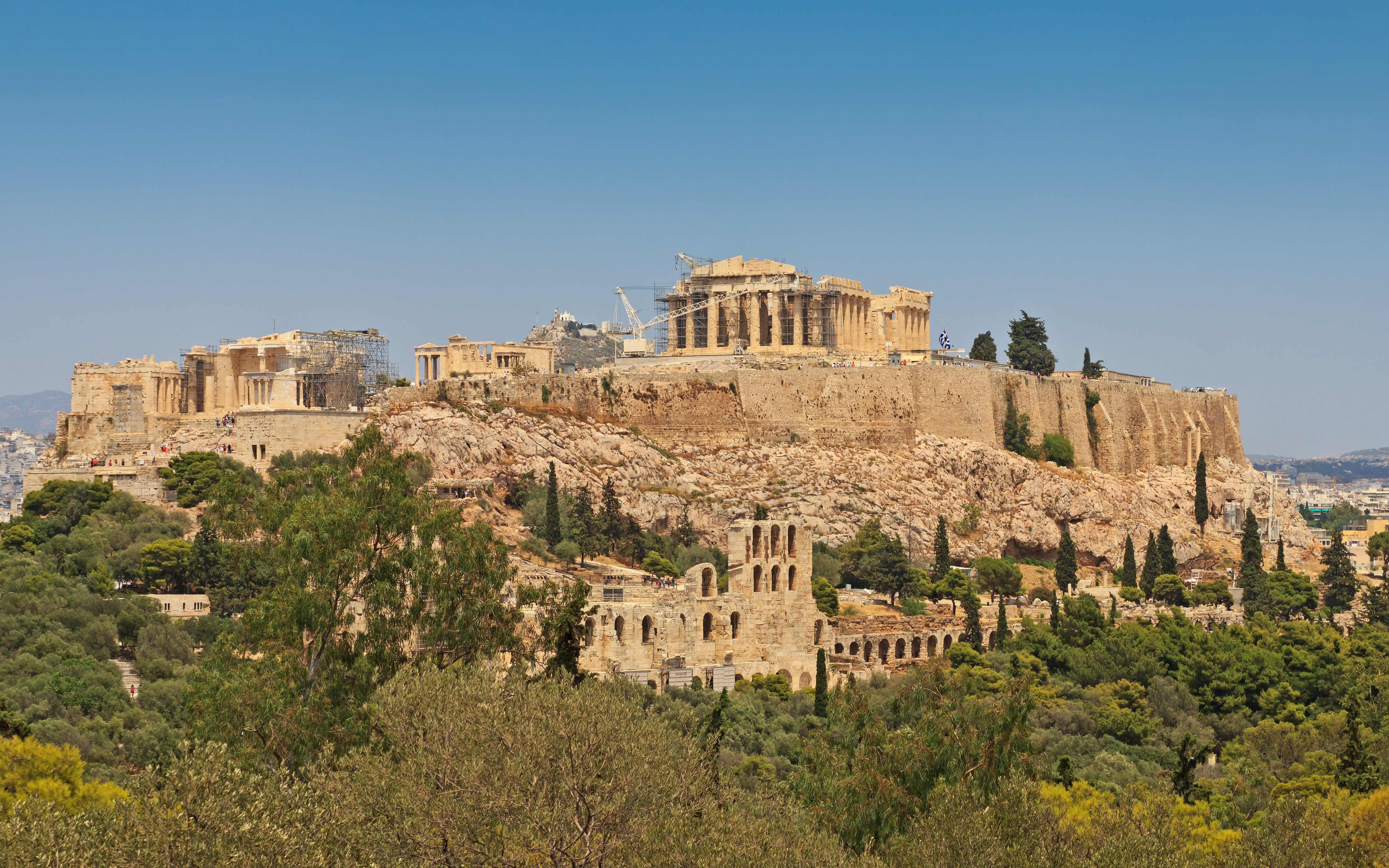
Афінський акрополь
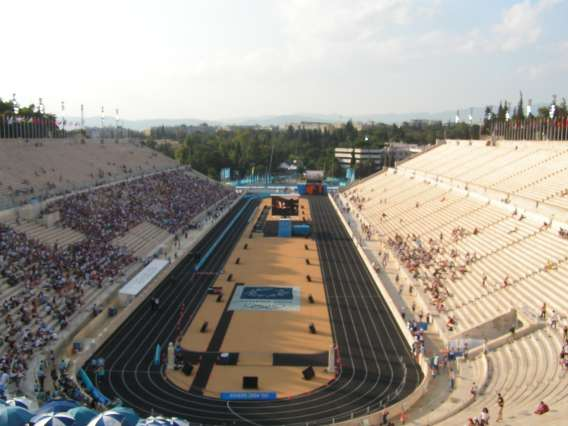
Мармуровий стадіон Панатінаїкос
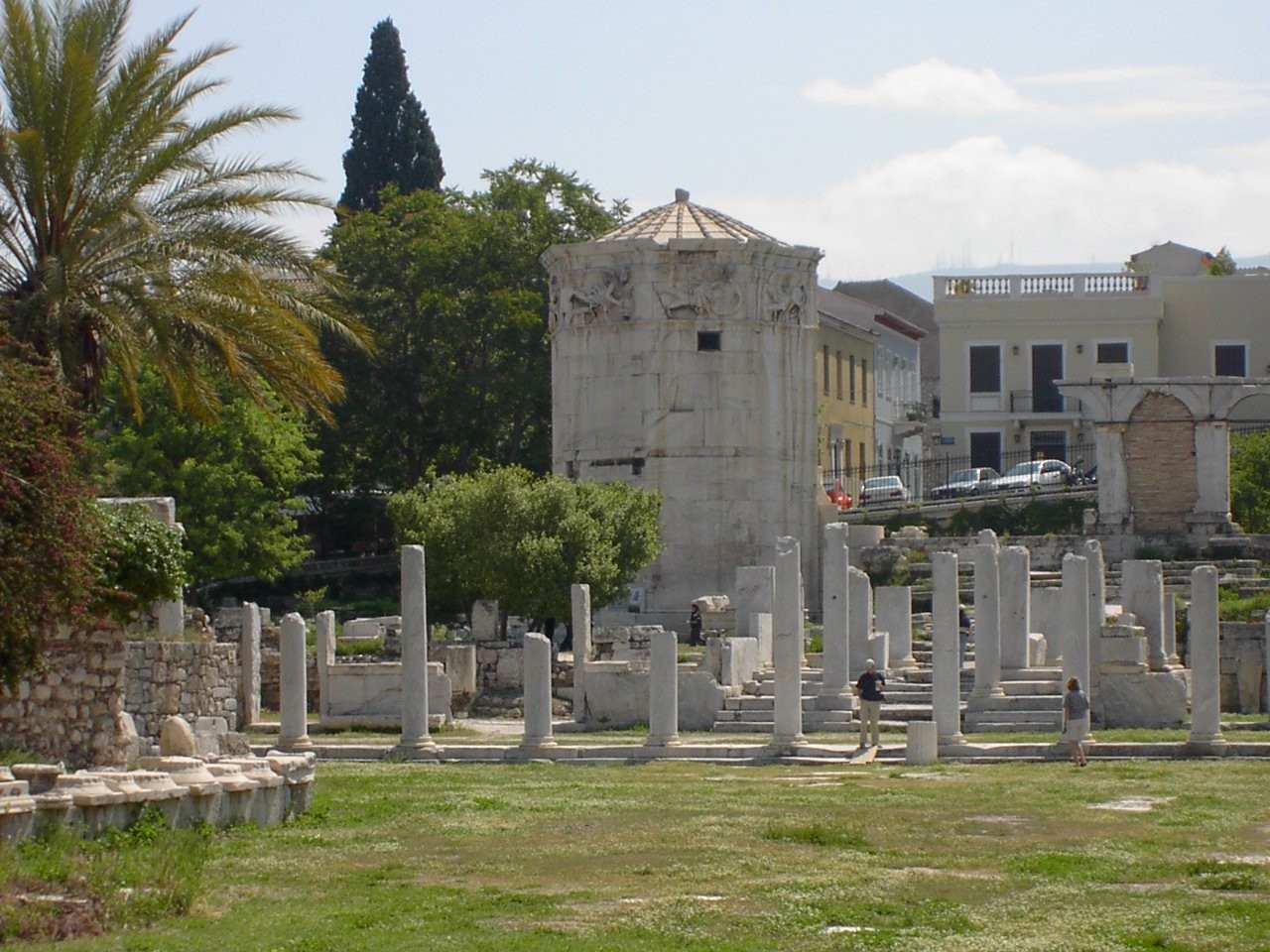
Римський форум та Башта вітрів
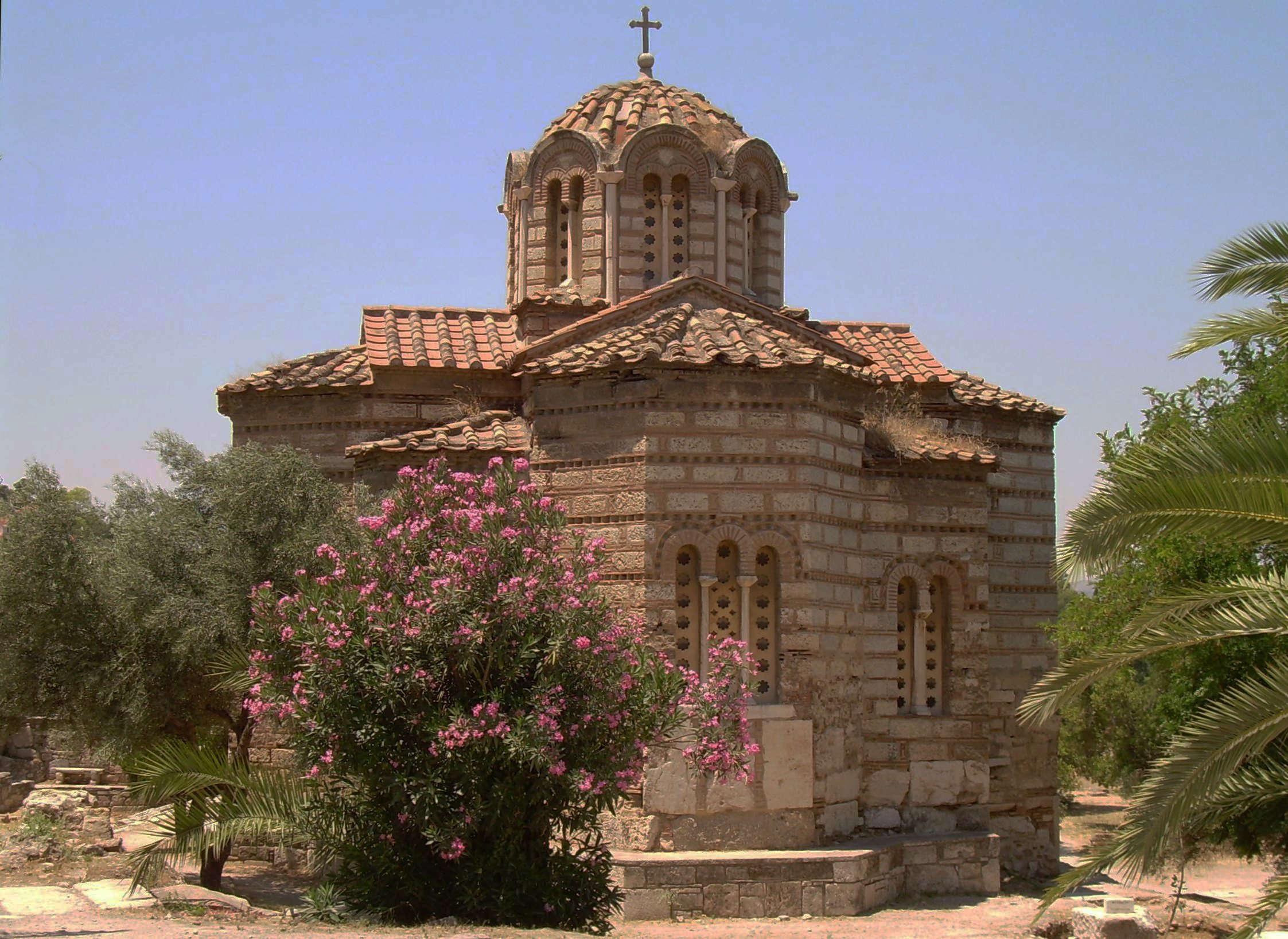
Церква Святих Апостолів